# Municipio de San Martín de las Pirámides
El municipio de San Martín de las Pirámides es un municipio mexicano, se encuentra ubicado al noreste del Estado de México con una altura de 2.300 metros sobre el nivel del mar. San Martín de las Pirámides, fue declarado Pueblo Mágico el día 25 de septiembre de 2015.
Limita al norte con Axapusco y  Temascalapa, sur con Teotihuacán de Arista y Tepetlaoxtoc por el sur; Otumba y Axapusco por el oriente, y Temascalapa y Teotihuacán por el poniente. La cabecera está a solo 55 km de la capital Federal Ciudad de México, mientras que Toluca de Lerdo, la capital estatal, se encuentra a 140 km, otras ciudades cercanas al municipio son Tulancingo de Bravo que dista a 69 km y Pachuca de Soto a 55 km, estas dos últimas pertenecientes al estado de Hidalgo.
San Martín de las Pirámides como Pueblo Mágico.
Declarado el 25 de septiembre de 2015 como Pueblo Mágico, es bello municipio ofrece un sinfín de actividades turísticas:
La zona Arqueologica de Teotihuacán 
La poderosa ciudad de los dioses, dónde podrás redescubrir el mundo prehispánico de una de las civilizaciones más grandes de mesoamérica, recorriendo la calzada de los muertos, observando la pirámide del sol y la luna y los museos en su interior, etc. 
San Martín de las Pirámides como la "Capital Mundial del vuelo en globo" .
Una de las principales atracciones para el turismo es el vuelo en globo aerostático, sobrevolando San Martín, la zona arqueologica de Teotihuacán y algunos poblados cercanos entre ellos, San Francisco Mazapán, el centro de San Juan, Otumba, Axapusco e incluso en ocasiones llegando hasta los linderos del municipio de Tecamac. El sobrenombre de la Capital Mundial del vuelo en globo es un proyecto impulsado por el H.Ayuntamiendo 2022-2024, esto debido a que de los 18 globo puertos y empresas existentes y certificadas en el valle de Teotihuacán, 15 pertenecen al poblado de San Martín, mientras los restantes al de San Juan, otro punto para este proyecto es que el vuelo el globo se realiza casi todos los días del año gracias al clima y vientos que la región ofrece teniendo la oportunidad de ver en el cielo de un mínimo de 30 globos hasta 70-80 cada día.
Tours en cuatrimoto o bicicleta.
Estos tours se ofrecen para recorrer el poblado, la zona arqueologica de Teotihuacán, los sembradíos de nopal, diversos establecimientos de productos elaborados de nopal, tuna y xoconostle, talleres de obsidiana y artesanías etc.
Aquí puedes recorrer el centro y tener la oportunidad de tomarte una foto con las letras turísticas de San Martín de las Pirámides.
Museo de la obsidiana 
Este recinto está dedicado a la preservación y difusión de la obsidiana, un material que tiene una relevancia entre la cultura Teotihuacana, en este se muestra el valor histórico de nuestros antepasados y el presente de la región, mostrando que las manos de los artesanos son más importantes de lo que uno podrías imaginar, tanto que en el también se encuentra un mural con dedicación a ellos.
Mercado gastronómico artesanal
Lugar en dónde podrás degustar a tu paladar con los platillos típicos de la región, los cuales destacan por su incomparable sabor, desde la rica barbacoa, mixiotes de conejo, tlacoyos, tortillas hechas a mano, nopal, es amoles, las tunas en temporada, michicuiles, derivados del xoconostle como las salsas, mermeladas y dulces hasta la bebida por excelencia de los dioses el pulque.
Parque estatal Cerro Gordo
Parque ecoturístico que conserva la flora y la fauna más emblemática de la región como el nopal o maguey pulquero, gran parte de vegetación y también la protección de algunas especies de animales como el gato montes, coyotes o el emblemático cacomixtle. Aquí también puedes practicar senderismo, camping o ciclismo de montaña.
Parroquia de San Martín Obispo de Tours
Hermoso templo construido por el año 1753 dedicado al Santo Patrono San Martín Obispo de Tours, contiene emblemáticos símbolos de la cultura indígena, contemplar la fachada principal en dónde puedes observar una almena que proviene del templo de Quetzalpapálotl.
Templo Capilla de Ecce-Homo
Una construcción de finales de 1970, aquie se resguarda la imagen de jesucristo en su advocación de Ecce-Homo, la cual la historia relata haber sido encontrada en la exhacienda Cerrado Gordo por unos trabajadores, la pintura estaba muy deteriorada y al limpiarla cada vez más está se iba restaurando totalmente sola. En esos tiempos hubo sequías por lo que decidieron los nativos sacar a la imagen por el campo y rogar por las lluvias como consecuencia de este acto días posteriores llegaron las lluvias salvando la cosecha, por ello la atención de edificar le un templo el acción de gracias por los milagros realizados. 
Festividades Relevantes.
Feria Internacional de la Tuna
Está feria tiene como principal objetivo dar a conocer al mundo el fruto por exelencia de la región y el trabajo del campo, la tuna, nopal y xoconostle, desde 1973 hasta la fecha año con año está gran feria es una derrama económica importante para el municipio, dando a conocer a San Martín de las Pirámides siendo este el principal productor de tuna del estado y junto con los demás poblados de la región del valle de Teotihuacán ponen al Estado de México como el primer exportador del producto a nivel nacional e internacional.
Aquí podrás disfrutar de música, gastronomía, danza, concursos artesanales y de excelencia a la producción tunera, hasta juegos mecánicos, artesanías en pabellón artesanal local e internacional así como la participación de otros stants de Pueblos Mágicos.
Festividad del 11 de Noviembre.
Esta festividad religiosa en honor al patrono San Martín Obispo de Tours, una de las grandes del pueblo, disfrutando de música, recorridos por el pueblo con imagen de San Martín y las tradicionales danzas de moros y cristianos así como la de archileos, juegos mecánicos y pirotécnicos.
Festividad del 8 de Mayo
Festividad en homo a Nuestro Señor Jesucristo Ecce-Homo en ella podrás disfrutando de música, recorridos por el pueblo con la sagrada imagen y las tradicionales danzas de moros y cristianos así como la de archileos, juegos mecánicos y pirotécnicos.
Festividad del 8 de Septiembre 
En esta festividad se celebra el Santo Jubileo así como el aniversario de la erección canónica de la parroquia, el sagrado depósito y el aniversario de la adoración nocturna, una festividad en dónde no pueden faltar las danzas de moros y cristianos y de archileos así como los tradicionales toritos. 
Hoteles
San Martín de las Pirámides cuenta con una gran variedad de oferta hotelera y de posadas, así que no te preocupes por el hospedaje solo disfruta de la mágia de un Pueblo Mágico.
Algunos hoteles son:
Hotel San Martín, Hotel la central, hotel primavera, la casona pirámides, hotel villa Victoria pirámides, hotel boutique Yaocalli, Posada Huitzilin, etc. 
Club campestre Teotihuacán o posadas como la casita de yali.
Temazcales
Para una visita completa a este Pueblo Mágico no puedes dejar de visitar los temazcales, encuentra un relajante momento y purificador la manera natural de conectar con el pasado. 

## Toponimia
El nombre brindado al municipio San Martín de las Pirámides es una composición hispana del vocablo del idioma español, que se compone del patrónimo “San Martín”, en honor a: “San Martín Obispo de Tours” que es patrono del lugar (hasta se le celebra cada 11 de noviembre) y las Pirámides se refiere a la Zona Arqueológica de Teotihuacán que tiene colindancia con este municipio lo que de modo le da identidad

## Historia
El día 13 de agosto de 1913, en el contexto de la Revolución Mexicana, el ejército liderado por Venustiano Carranza conocido como Ejército Constitucionalista, llegó a la hacienda de Cerro Gordo del pueblo de San Martín.  
Casimiro Lucio Martínez de la Rosa se convirtió en el primer presidente municipal de San Martín el 5 de febrero de 1918. Su toma de posesión coincidió con el primer aniversario de la promulgación de la Constitución Política de los Estados Unidos Mexicanos de 1917, un hecho que no solo trascendió en la historia nacional, sino que también fue un gesto simbólico hacía Carranza.
El 24 de abril de 1935, San Francisco Mazapa se separó del municipio de San Martín de las Pirámides, por orden de la III legislatura del Congreso del Estado de México fue aprobado por el decreto n.º 184, y pasa a la jurisdicción de San Juan Teotihuacán de Arista. Este evento refleja la dinámica y evolución constante de la división territorial y administrativa en el Estado de México y en el valle de Teotihuacán.
Antes de 1945, los ayuntamientos municipales mexicanos solo podían estar en el ejercicio legítimo de un año como parte de lo establecido por la Constitución. Pero a pesar del poco tiempo que tenía, el ayuntamiento encabezado por Casimiro Lucio Martínez trabajó notablemente por el bienestar público de los ciudadanos.
En 1945, hubo un conflicto debido a las protestas de los comerciantes de la zona arqueológica por el cobro de impuestos que realizaba el ayuntamiento de San Martín de las Pirámides; comerciantes originarios de San Francisco Mazapa protestaron alegando que el ayuntamiento que tenía derecho a realizar los cobros era el de San Juan Teotihuacán, de ellos se originó un litigio intermunicipal ante la legislatura local entre los ayuntamientos de San Juan Teotihuacán y San Martín de las Pirámides, dio como resultado que la Zona Arqueológica fuera declarada jurisdicción federal ya no solo de uno o dos municipios.

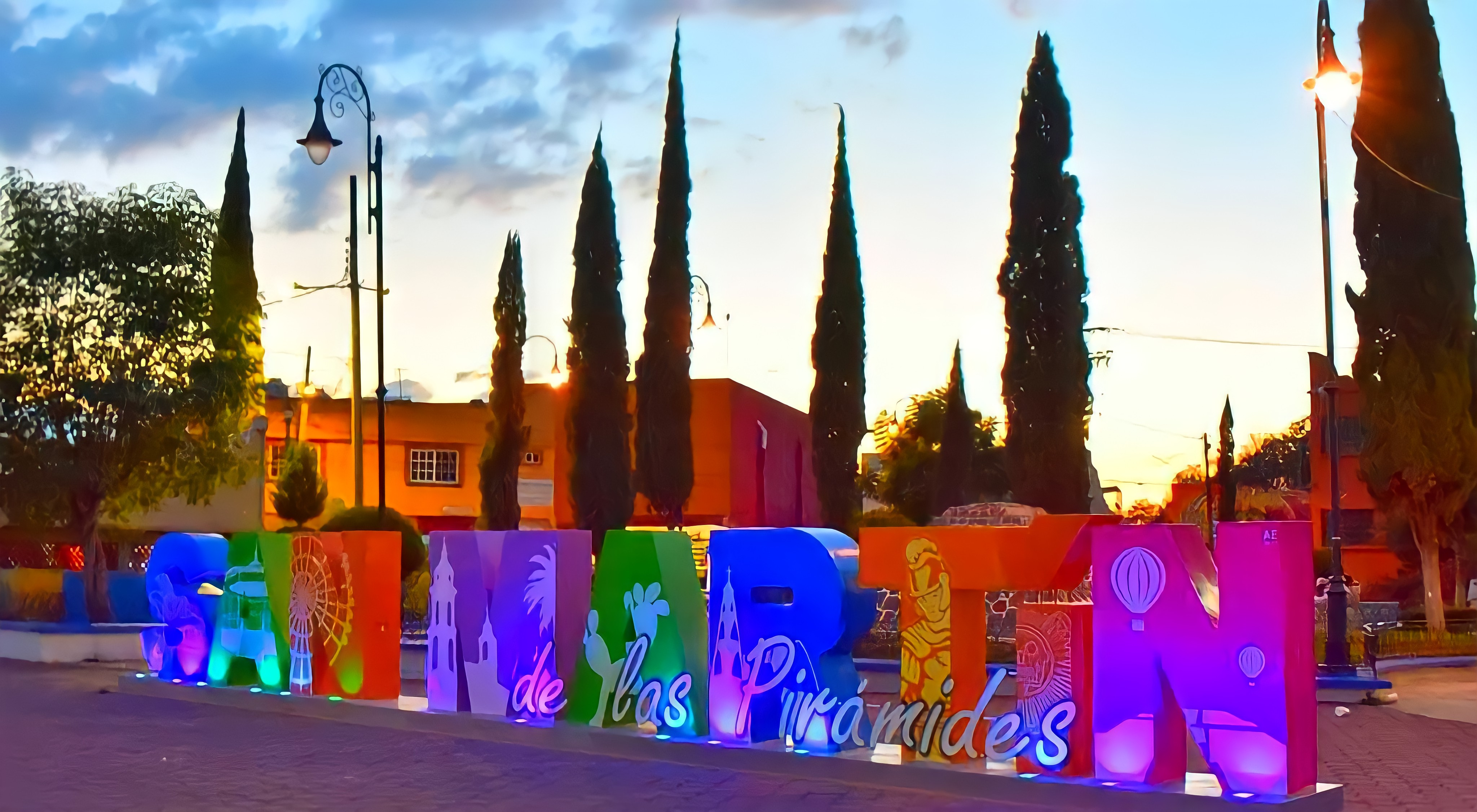
Letras turísticas del centro. Punto atractivo para los turistas y propios residentes.

### Cronología de hechos históricos
1545 El 10 de Julio el virrey Antonio de Mendoza y Pacheco (primer virrey de la Nueva España) entrega a los originarios asentados del pueblo, una merced de dos sitios de estancia, una entre los cerros de Quayostepec (las pirámides del Sol y la Luna) colindando con San Juan y en el otro extremo con el Temiltépetl "Cerro Gordo". El otro sitio era hacia el oriente colindando con Cuautlacingo y fue utilizado para las sementeras (campos de cultivo o milpas) y se le da el nombre de "San Martín"
1560 El 26 de Abril el virrey Luis de Velasco y Ruiz de Alarcón ratifica la mencionada merced y le cambia el nombre al pueblo por el de "San Martín del Llano".
1563 Se le cambia el nombre a "San Martín Teyácac"
1580 En la relación de Tecciztlán se le nombró "San Martín Teácal", Teácal se transcribe como Teocalco
1594 El 24 de Mayo, el Fray Juan de Amaya congregó a 60 familias indigenas en su mayoría para andar por el pueblo de San Martín, e inicia la construcción de la primera iglesia.
En 1744, la localidad de San Martín, se separó de San Juan Teotihuacán, estableciendo su propia administración. Estaba formado por los barrios de San Francisco Mazapa, San Andrés Oztoyohualco, Totolan, San Antonio Tlacatecpan, San Pedro y Tecpanzingo, con San Martín como cabecera.
1753: Se tomó la decisión de erigir una nueva parroquia en sustitución del templo del siglo XVI, que había sufrido un constante deterioro. La nueva iglesia, dedicada a San Martín Obispo de Tours, sigue en pie hasta la actualidad.
Para 1782, el templo más antiguo del lugar colapsó completamente debido a su estado de deterioro.
1895 En plan de dar ampliación de una plaza, que actualmente se le conoce como la plaza 24 de Mayo, José Guadalupe de la Rosa Mendoza
compró 1000 metros.
En 1902, se llevó a cabo la primera delimitación de lo que hoy se conoce como la zona arqueológica de Teotihuacán. Este proceso, resultado de extensos debates, reuniones y análisis por expertos, tuvo un impacto significativo en las propiedades de los pueblos circundantes, incluyendo los barrios de La Purificación, Santa María Coatlán, San Francisco Mazapa y San Martín de las Pirámides. Este último fue el más afectado, con más de la mitad de las expropiaciones.

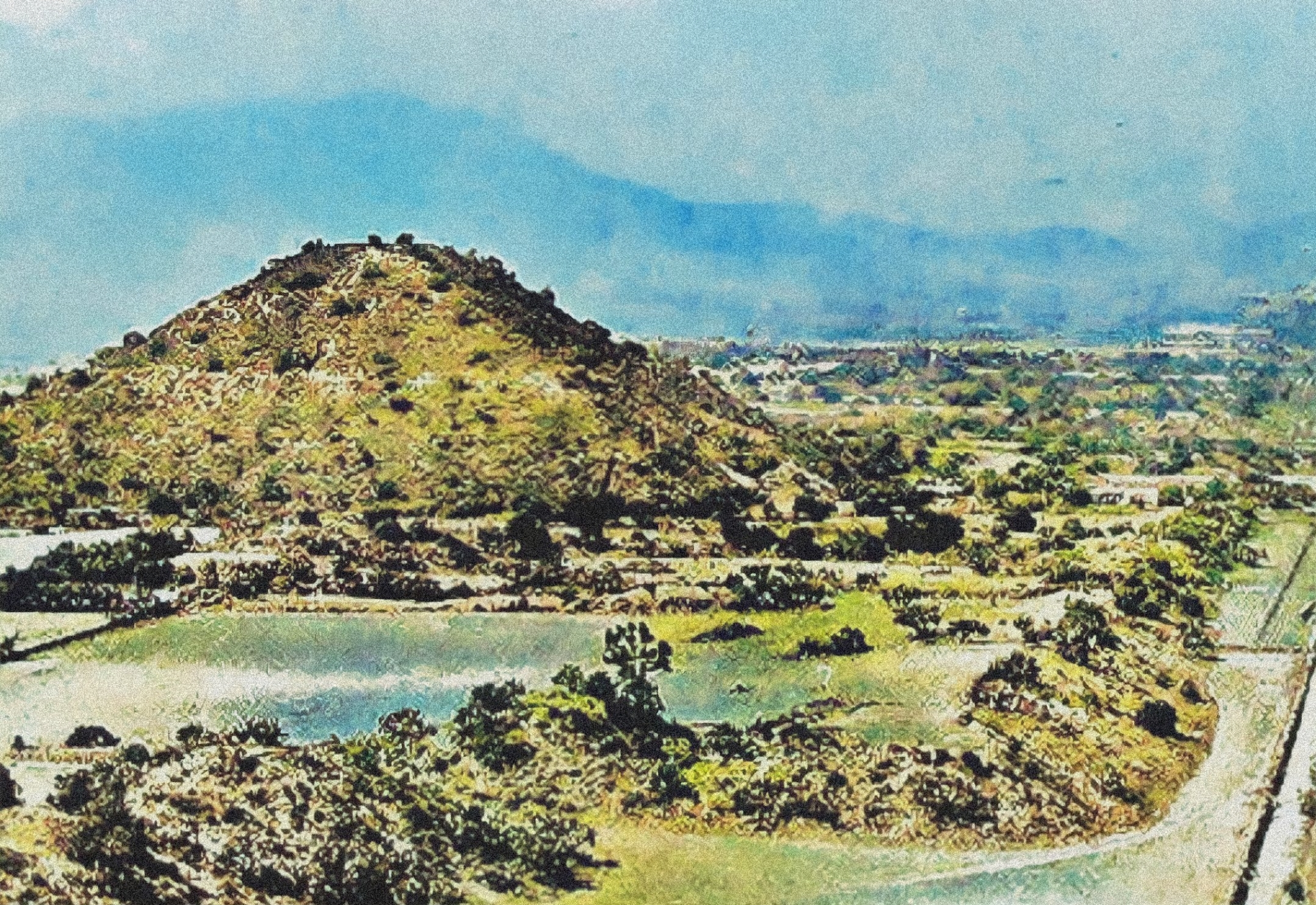
Fotografía coloreada antigua de la vista de la Pirámide del sol antes de ser descubierta

El 29 de agosto de 1903, el arzobispo de México, Próspero María Alarcón Sánchez de la Barquera, otorgó la fundación canónica de la parroquia de San Martín Neteotiloyan, 2 años más tarde, en 1905, por la cercanía de las Pirámides de Teotihuacán y su patrono, el lugar fue renombrado como San Martín de las Pirámides.

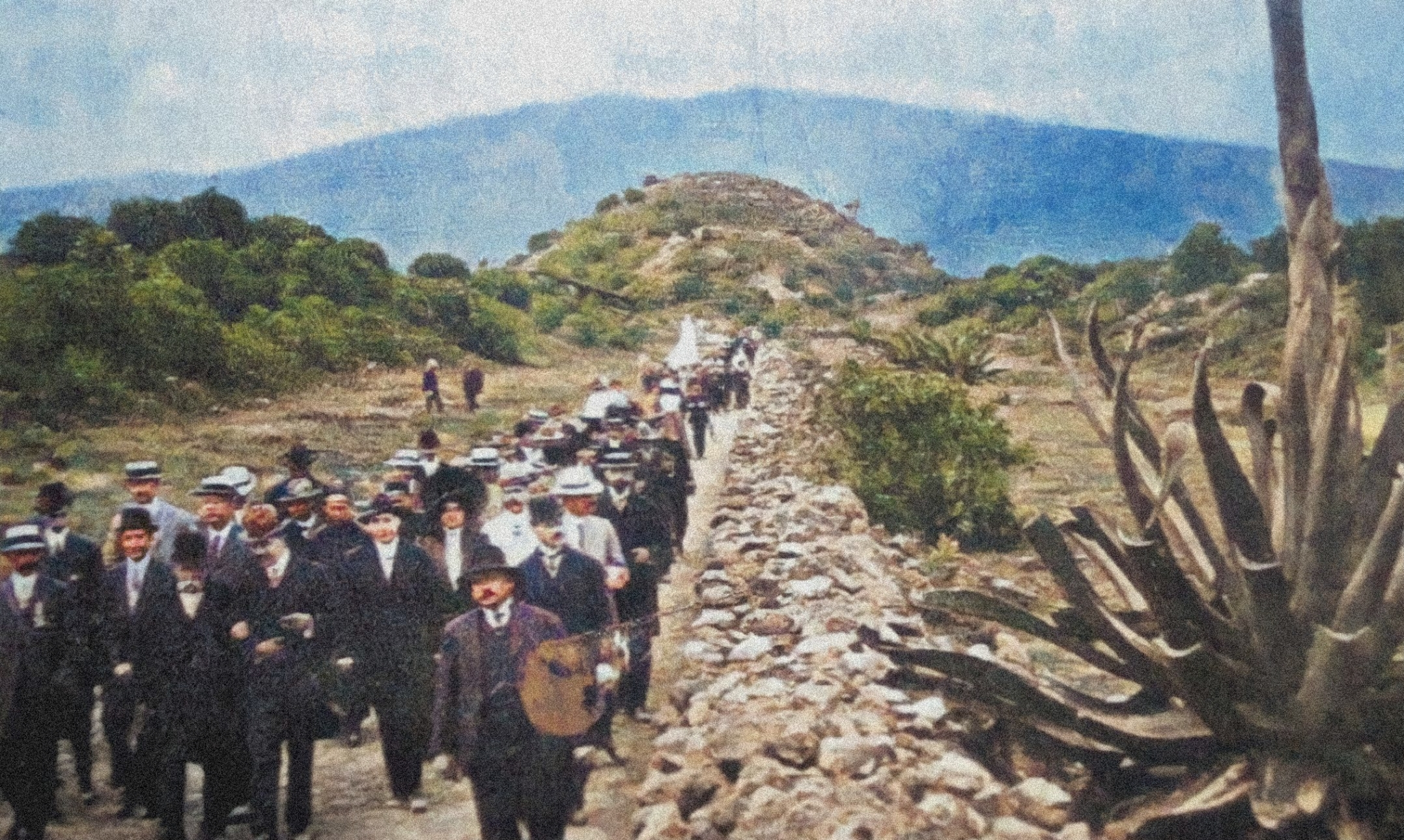
Comitiva de Porfirio Díaz en 1906 recorriendo las zona arqueológica de Teotihuacán

En 1913, durante la Revolución Mexicana, el poblado y la hacienda fueron asaltados por una facción militar revolucionaria, aunque no se tiene aún muy claro cuál fue. Este evento resultó en robos de armas,  dinero, ganado y, trágicamente, el asesinato de varios individuos.
En 1916, un grupo de ciudadanos liderados por Casimiro Lucio Martínez, entre los que se destacaban Ponciano Álvarez, Leandro Márquez, Sebastián Guzmán, Antonio Terán Velásquez, Mariano Álvarez Martínez, Ildenfonso Martínez, Julio Mendoza, Felipe Guzmán y Lázaro Benítez Martínez, se movilizaron para solicitar al presidente Venustiano Carranza y al gobernador del Estado de México, Agustín Millar, la creación del municipio de San Martín de las Pirámides.
1917 El 8 de diciembre la legislatura local, mediante el Decreto Número 20 erige a San Martín de las Pirámides como el municipio 075 del Estado de México
En 1919, se estableció la agencia de correos y se reanudaron los trabajos en la torre de la iglesia, que culminaron con su consagración el 11 de noviembre de 1920 por el arzobispo José Mora del Río
El 12 de marzo de 1924 marcó la llegada de la electricidad a San Martín de las Pirámides, un avance que transformó la vida cotidiana de sus habitantes.
En 1925, se inauguró el primer pozo de agua potable, y se instalaron tuberías y canales para distribuir el agua a las residencias.
La modernización continuó en 1927 con la apertura y ampliación de calles.
1928 Se formó la Liga Regional Campesina de San Martín de las Pirámides
El 17 de agosto de 1929, el presidente de México concedió la dotación de ejidos a la comunidad, un logro que refleja la característica determinación y movilización de sus habitantes.

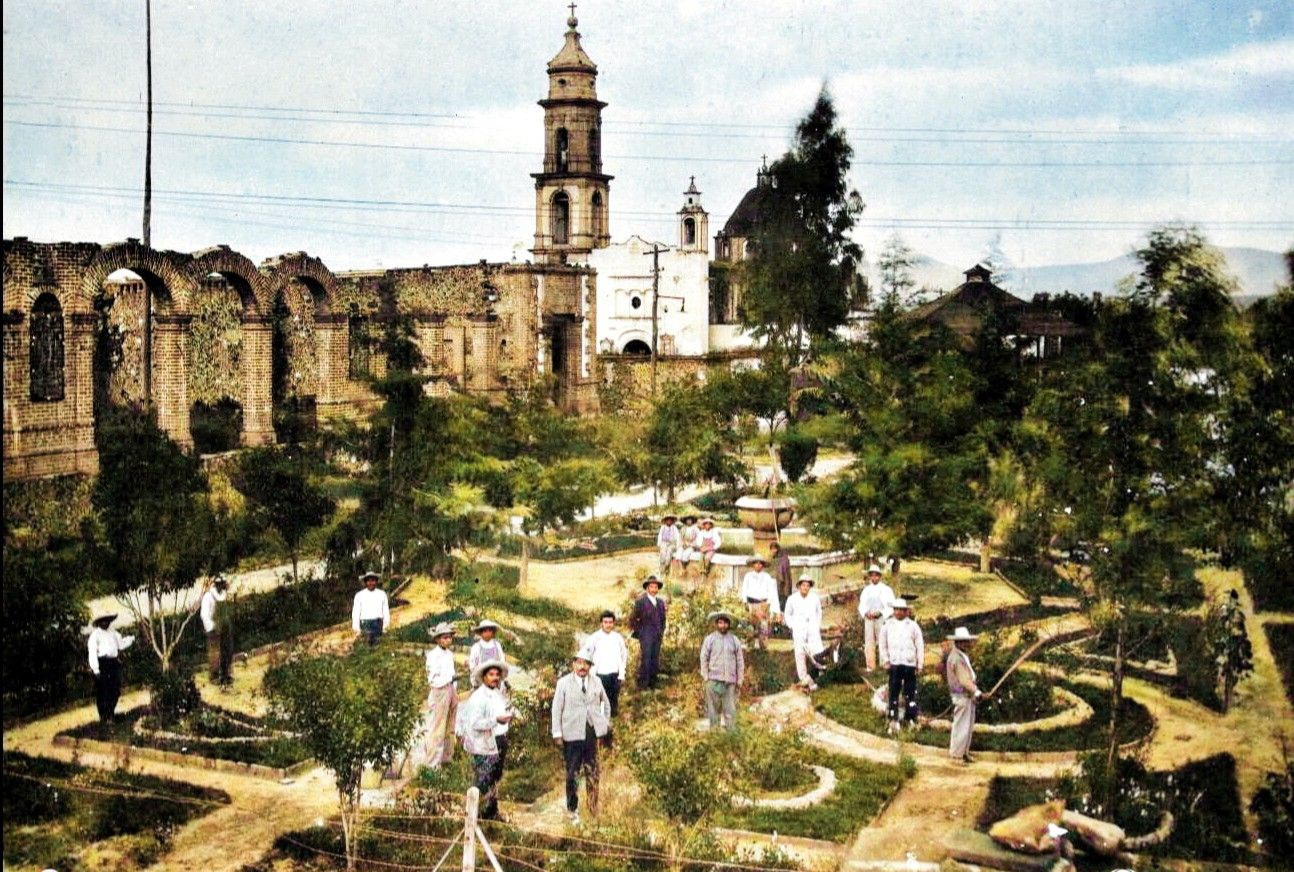
Vista frontal del centro del municipio en 1931 con campesinos del lugar

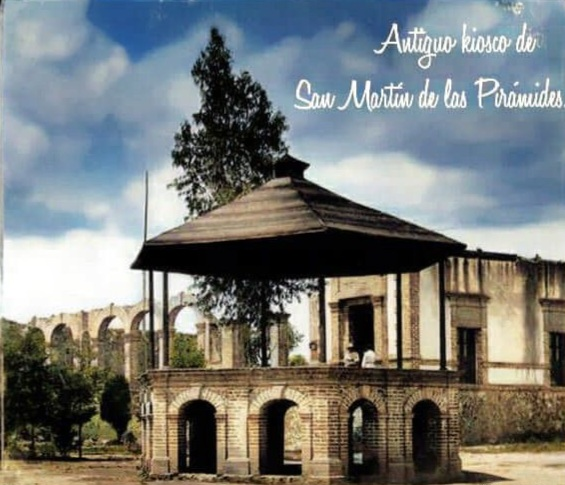
Fotografía del antiguo kiosco de San Martín de las Pirámides en 1931

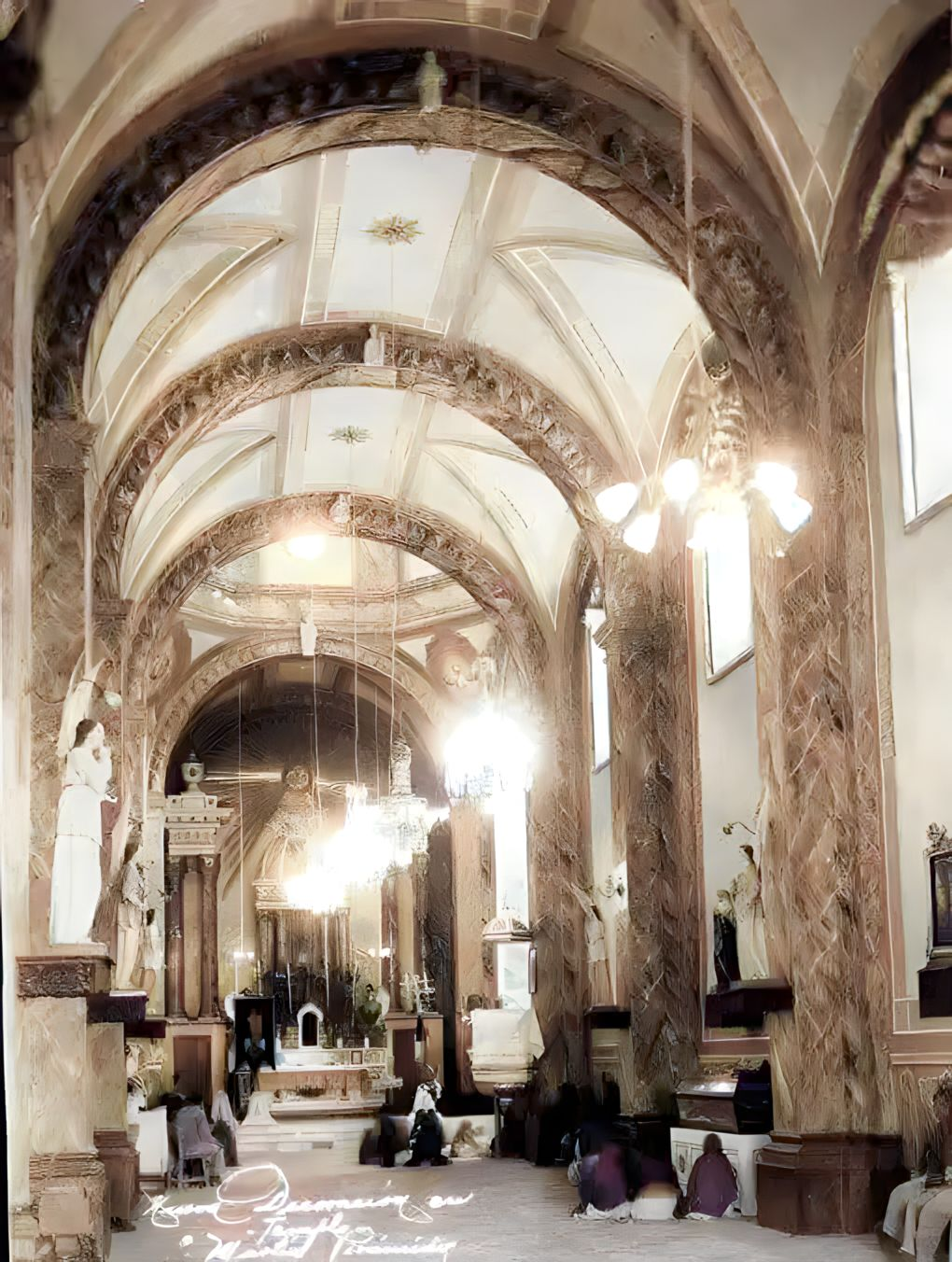
Fotografía de 1936 a color. Iglesia principal a San Martín de las Pirámides

1941 El H. ayuntamiento de Juan Ramos Martínez realiza la compra de un predio para construir un edificio escolar que sería la futura escuela Manuel José Othón
1943 En mayo, colocan la primera piedra del edificio, comienza la construcción de una escuela (nivel primaria), hoy "Manuel José Othón".
1944 Se empieza a azolvar el depósito de agua (jagüey), que abasteció al pueblo por más de 400 años del cual se ubicaba aproximadamente entre la iglesia y presidencia municipal actualmente.
1945 El C. Bernardino Márquez Martínez, presidente municipal constitucional (persona ilustre), el 6 de septiembre de este año llevó a cabo la inauguración de la escuela primaria, con el nombre de Centro Escolar "Isidro Fabela", a petición del Lic. Isidro Fabela Alfaro al principio pero, para 1947 queda registrada oficialmente con el nombre de Centro Escolar "Manuel José Othón" qué perdura hasta la actualidad.
1949 Quedó establecido el servicio telefónico.
1953 Luis Martínez Terán (presidente municipal) y el ayuntamiento hacen que se restaure el panteón del municipio.
1954 En este año se perfora el 2.º pozo de agua potable, en el predio del ejido de San Martín.
1957 Se pone el segundo pozo de agua potable a servicio de la población después de 3 años de estudio y trabajo
1957-1959 Ocurre la demolición del primer edificio de gobierno, también quitan la fuente y kiosco para mayor amplitud de la plaza y dar paso a la carretera hacia Otumba. Ampliación de la venida 16 de septiembre. El 6 de junio de 1958 se establece una escuela secundaria.

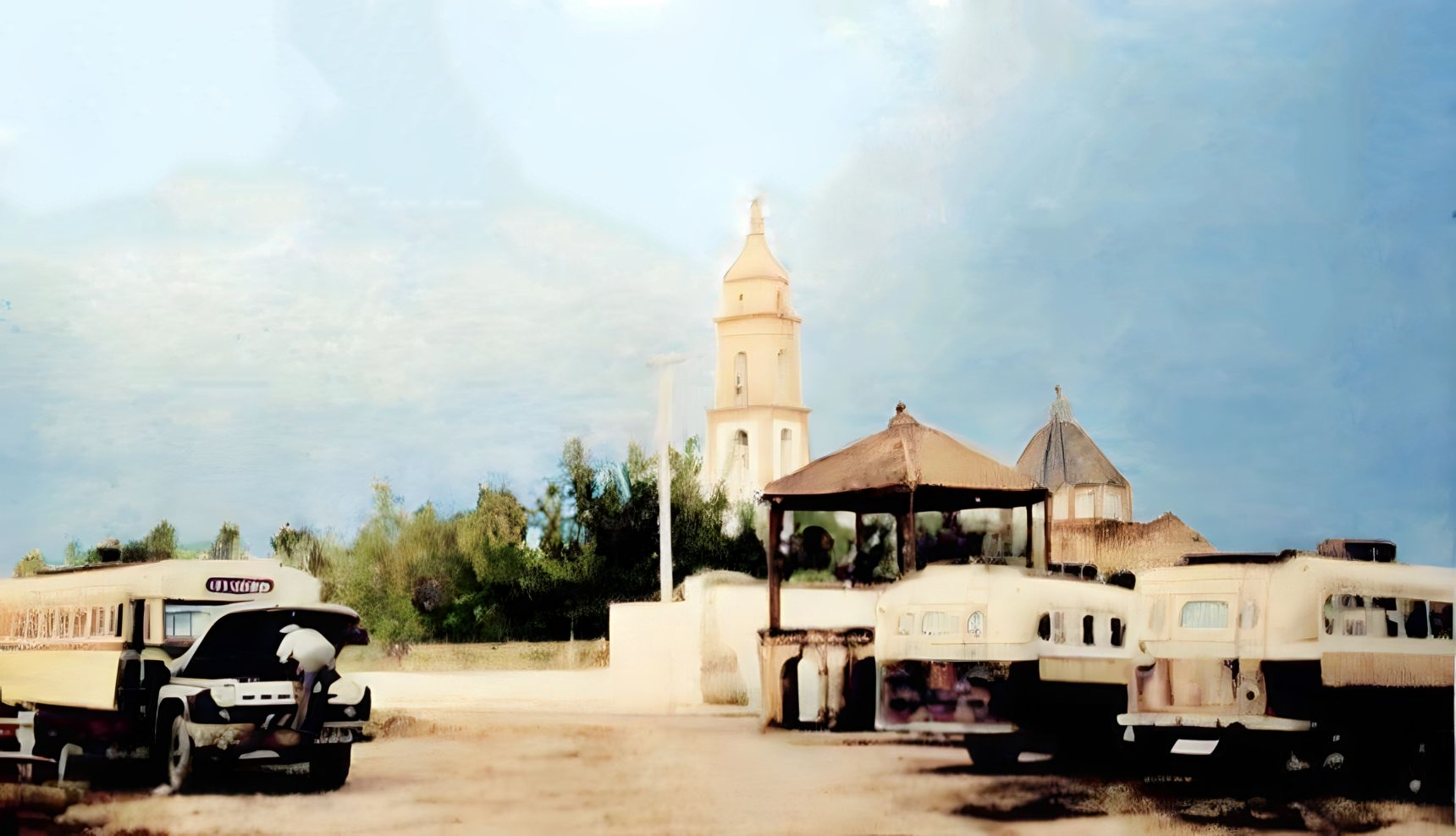
San Martín de las Pirámides en agosto de 1959. Fotografía a color

1961 El 5 de febrero se establece la Biblioteca "Lic. Isidro Fabela". fundadores de este centro cultural fueron los ciudadanos Gildardo Marquéz Ruíz, Eligio Sánchez Hernández, Esmeralda Guzmán Peñaloza y otros.

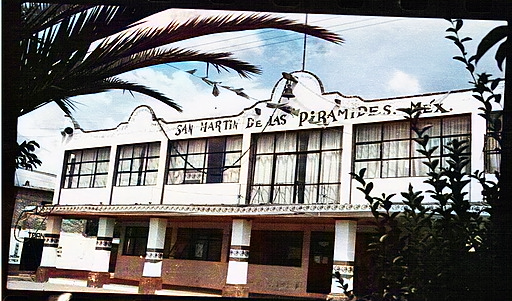
Fachada original del palacio municipal de SMP en 1963

1965 Se encementa la explanada del frente de la escuela primaria "Manuel José Othón".
1966-1967 El presbítero Agustín Pérez Castillo, realiza trabajos en la parroquia, descubren varios muros efectuados en la decoración en el interior de la iglesia.
1967 Se inicia el alcantarillado en primera fase.
1968 Se instala la luz mercurial en la Avenida 16 de septiembre.
1972 Se construye un nuevo kiosco en sustitución al antiguo y se remodela la plaza "Benito Juárez".
1984 Se establece el edificio de correos y telégrafos que se puso a disposición del pueblo 
sanmartinense 

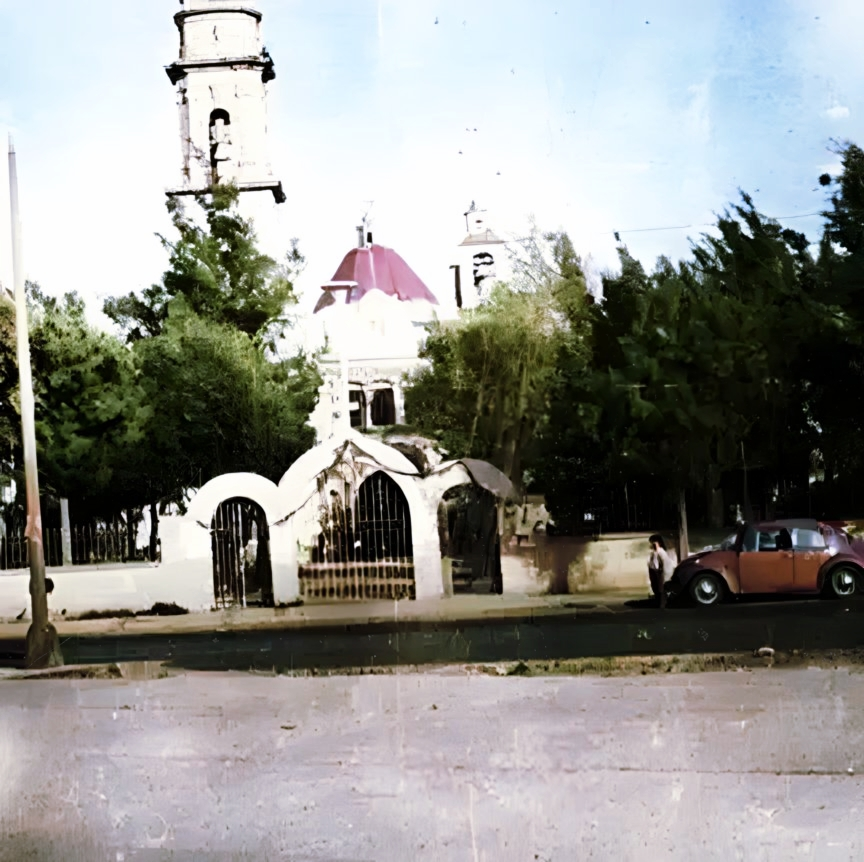
Fotografía coloreada de la fachada de la iglesia principal de San Martín de las Pirámides

1986 Inauguración del edificio de la escuela Preparatoria n.º 19.
1988 Es remodelada la Plaza Benito Juárez en la Administración del Profr. Leopoldo Sánchez De La O
1994 Se establece casa de cultura.
1994 Se inaugura la clínica pirámides "ISSEMYM".
1996 Elevación del pueblo a la categoría de villa por el Decreto Número 165 mismo que se público en el Diario Oficial de la Federación (DOF)
2006-2009 Durante la presidencia de Sergio Álvarez Márquez se construyó e inauguró una fuente glorieta en honor a la cultura teotihuacana que se ubicaba al inicio la avenida 16 de septiembre y también se inauguró el nuevo panteón municipal sustituyendo al antiguo
2012-2013 Se construye e inaugura la casa de la cultura "Neteotiloyan"
2015 San Martín de las Pirámides es declarado pueblo Mágico cuando aún era gobernador  Eruviel Ávila Villegas y Enrique Peña Nieto presidente de México
2018 Para este año el entonces presidente Municipal Francisco "Paco" Robles Badillo dando a conocer su proyecto o plan de desarrollo en incentivo turístico se pintaron de diversos colores todas las residencias de la Avenida 16 de septiembre y cercanas puesto que ostentaba el título de pueblo mágico Edomex.

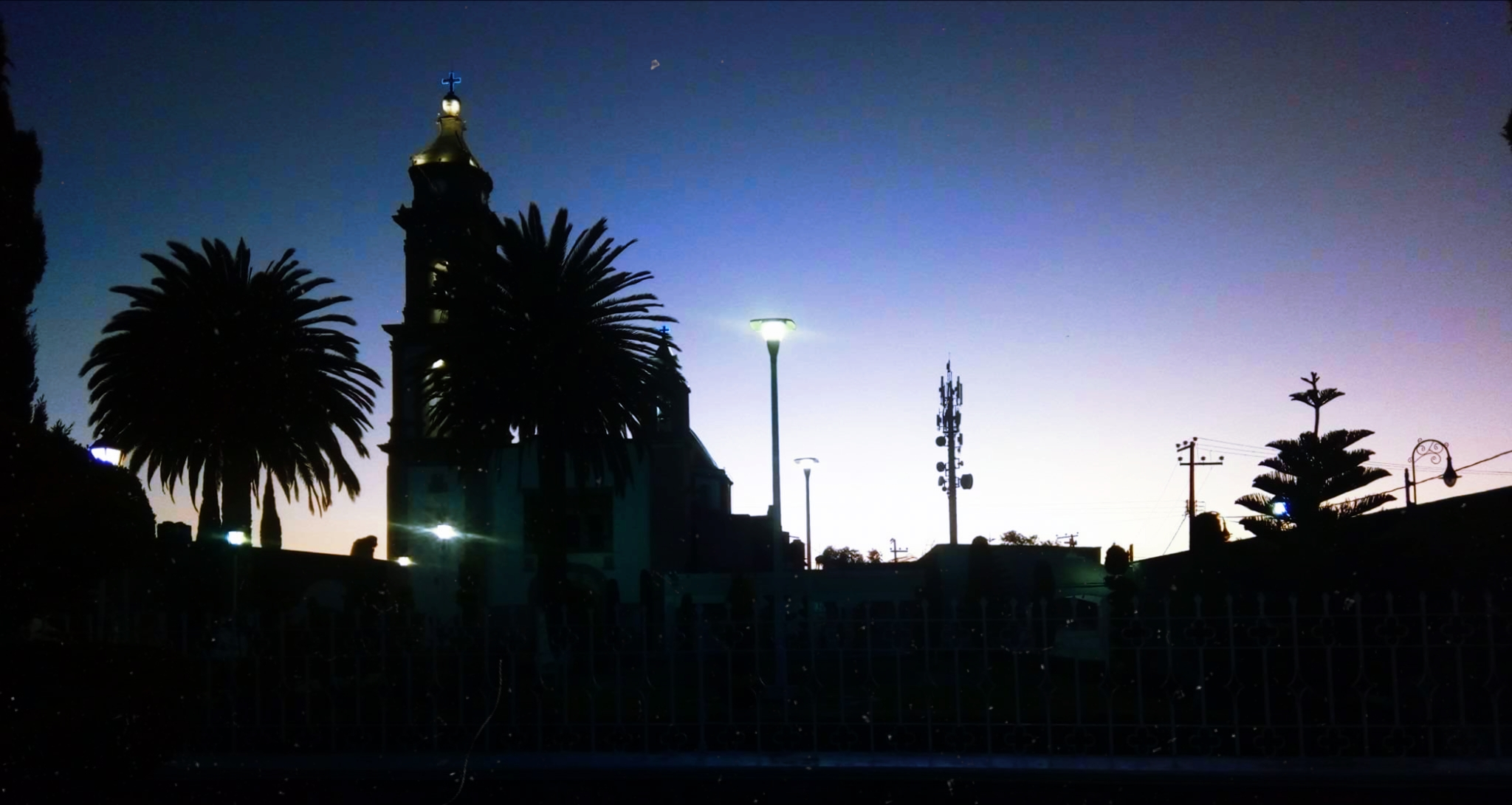
Vista frontal de la iglesia de San Martín Obispo de Tours a a pocos momentos de anochecer

## Geografía
La superficie territorial del Municipio de San Martín de las Pirámides, es de aproximadamente 70 km² (700 005 000 m²).
Sus colindancias son:
- Al norte: Con el Municipio de Axapusco y Temascalapa.
- Al sur: Con el Municipio de Teotihuacán de Arista y Tepetlaoxtoc.
- Al este:on el Municipio de Omba y Axapusco.
- Al oeste: Con el Municipio de Temascalapa y Teotihuacán.

San Martín de las Pirámides a través de la historia se le han anexado colonias o simplemente por decretos pasados San Martín sufrió subdivisiones; actualmente este municipio cuenta con la colonia de:
• Álvaro Obregón
• El Saltito
• Chimalpa
• Col. Cerro Gordo (Hda. San José Cerro Gordo)
• Col. San Marcos Cerro Gordo
• San Antonio de las Palmas
• San José Cerro Gordo
• Cozotlán Norte
• Ejido San Martín
• San Martín Centro (Cabecera Municipal)
• San Pablo Ixquitlan
• Santa María Palapa
• Ixtlahuaca
• Tlacatecpan
• Tlachinolpa
• La Noria
• Predio Palma y Raya
• Rancho Tlacatecpan
• Santa María Tezompa
• Santiago Tepetitlán

## Economía

### Principales sectores, productos y servicios
En general: 
$48k MX INGRESO CORRIENTE PROMEDIO TRIMESTRAL (2018)
US$ 2,4 MM
IED en la entidad federativa del Estado de México

#### Agricultura
Se cuenta con una superficie total de 7,000.50 hectáreas de las cuales el 60.41 % de su territorio es destinado a la agricultura y 56.58 % se dedica al cultivo del nopal tunero, xoconostle y nopal verdulero, no obstante los enormes riesgos que año con año se presentan (sequías, heladas, granizos).
Algo que caracteríza al municipio es la Tuna, la mayoría de los comerciantes de las ferias en su jurisdicción, venden xoconostle y tunas; todos sus derivados prácticamente

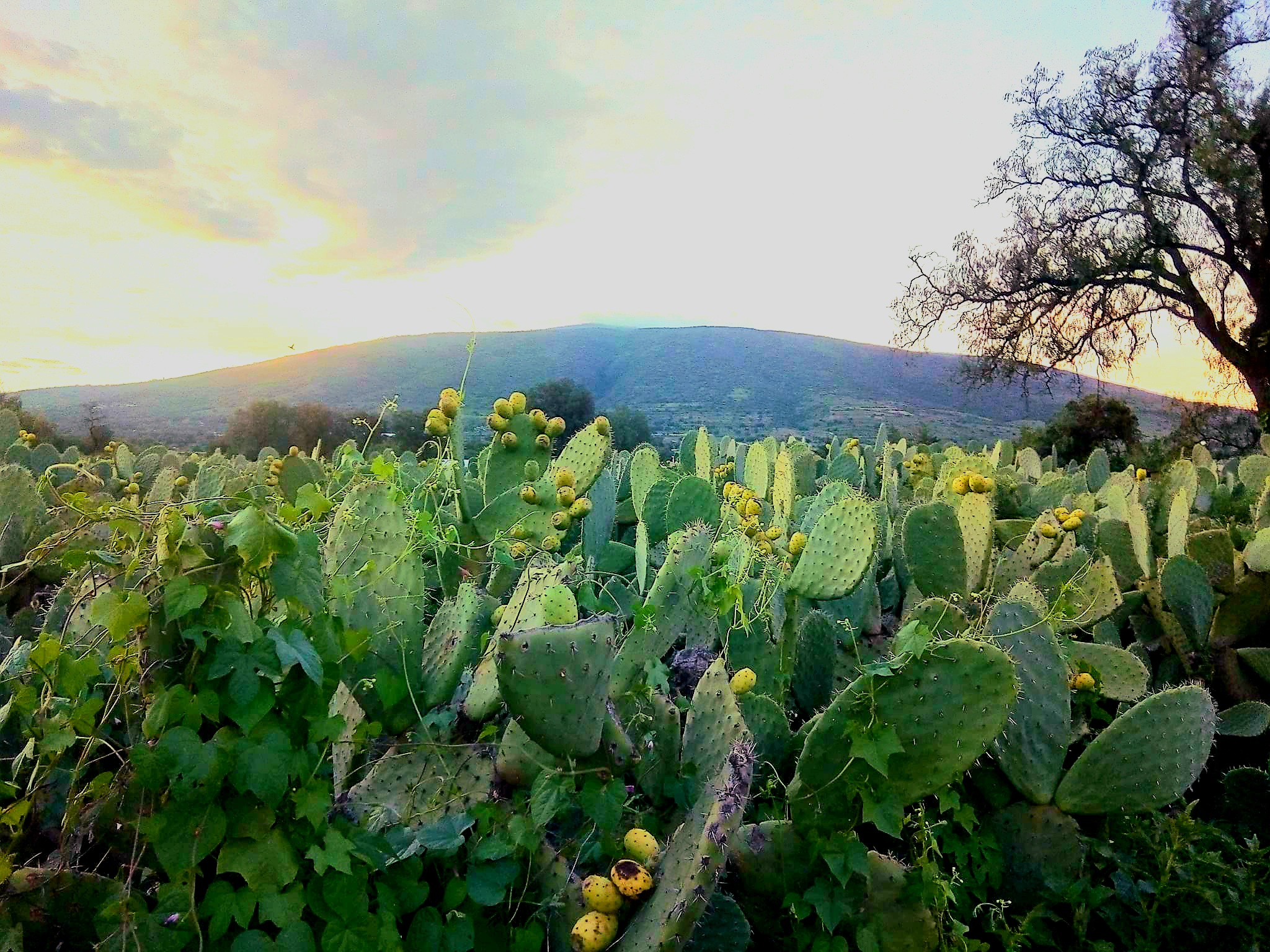
Sembradío de Nopal tunero en San Martín

#### Ganadería
En esta actividad se ocupan aproximadamente 52.50 % de las hectáreas; la zona de pastizales se ubica en el cerro Gordo, El Cruz, El Cuajio, El Bateas, El Chiconquiaco y Cerro del Malinal, en donde la crianza se desarrolla en escala baja, las especies de ganado es ovino, caprino, vacuno y avícola.

#### Industria
La industria hulera es uno de los rubros importantes para el desarrollo económico de la población y las conservas de nopal, tuna y xoconostle.

#### Turismo
Es el más importante, pues visitan la zona arqueológica teotihuacana turismo nacional e internacional, sobre todo el 21 de marzo, cuando arriban más de 1 000 000 de visitantes; asimismo la feria de la tuna que se efectúa entre julio y agosto es visitada por el turismo.

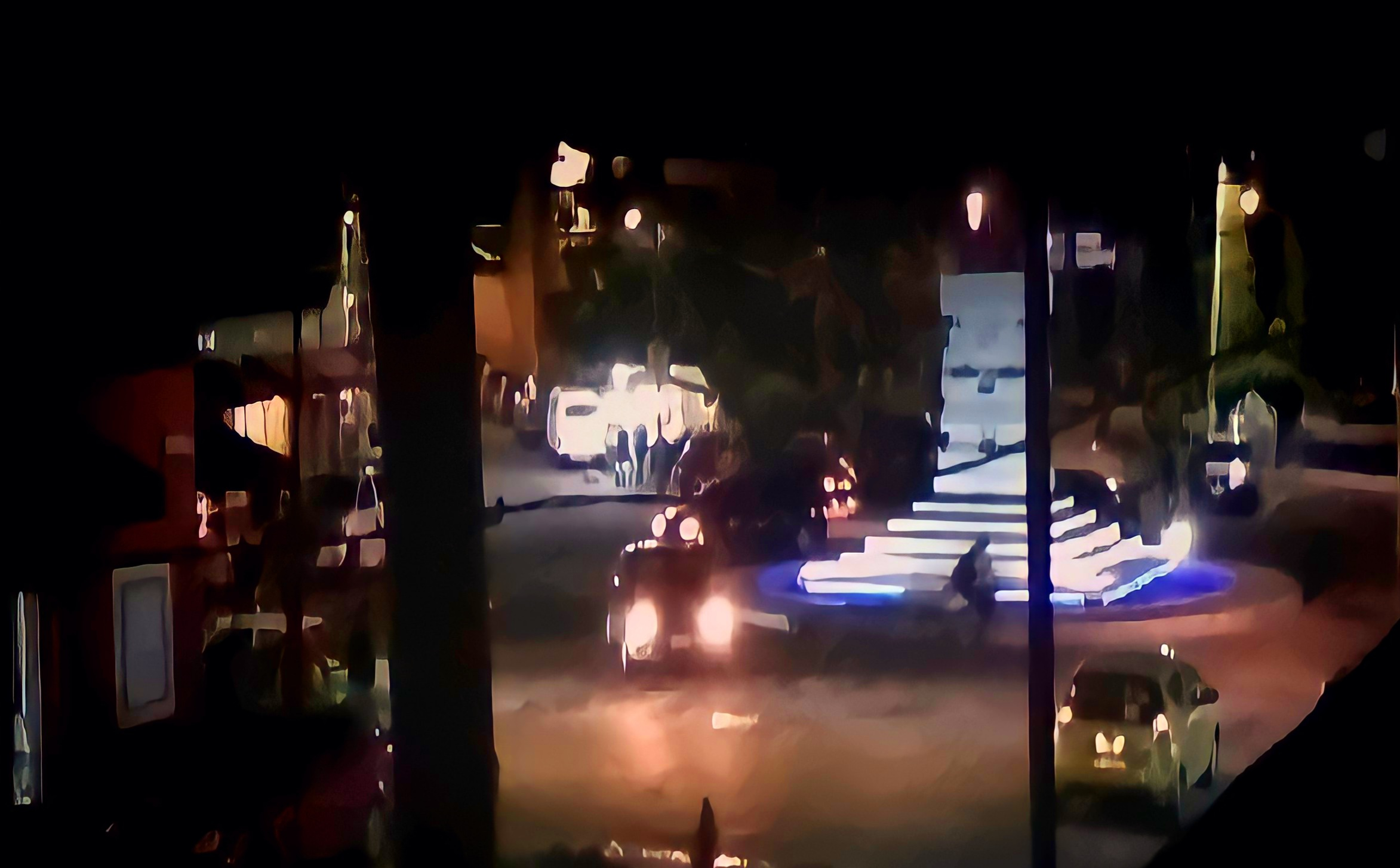
Así se veía la principal y seguramente popular avenida 16 de Septiembre en 2021

A partir del 2009, la séptima regidora, Ma. Yolanda Mendoza da un fuerte impulso a su área a través del fomento a las artesanías para ser reconocida la lapidaria a nivel nacional.

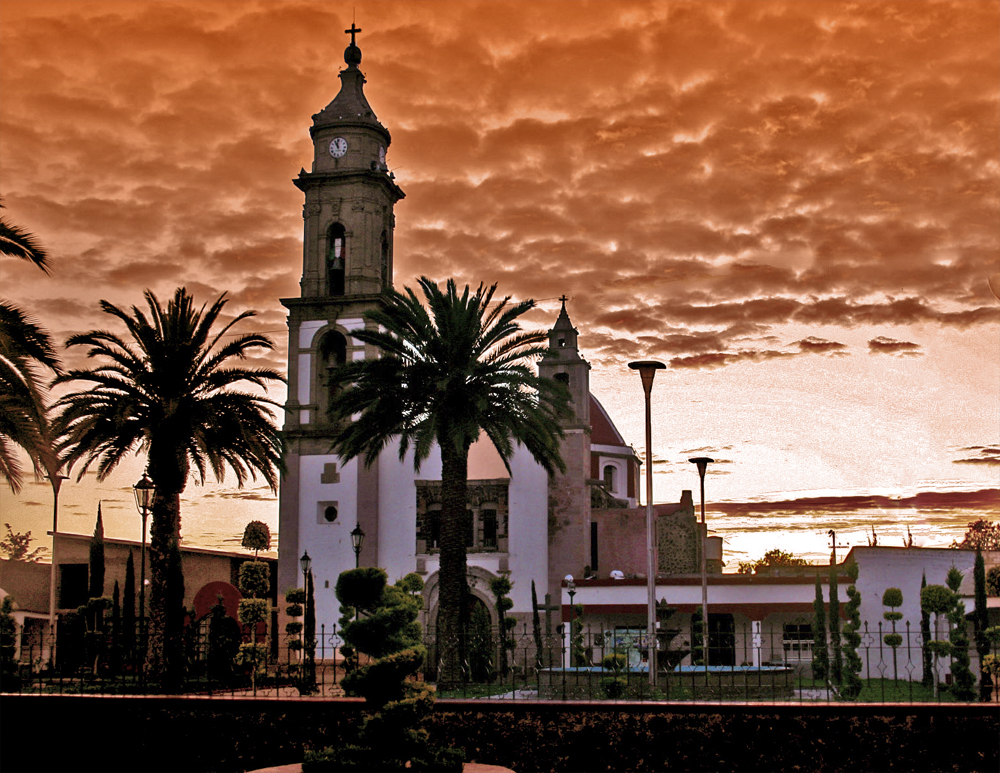
San Martín de las Pirámides.

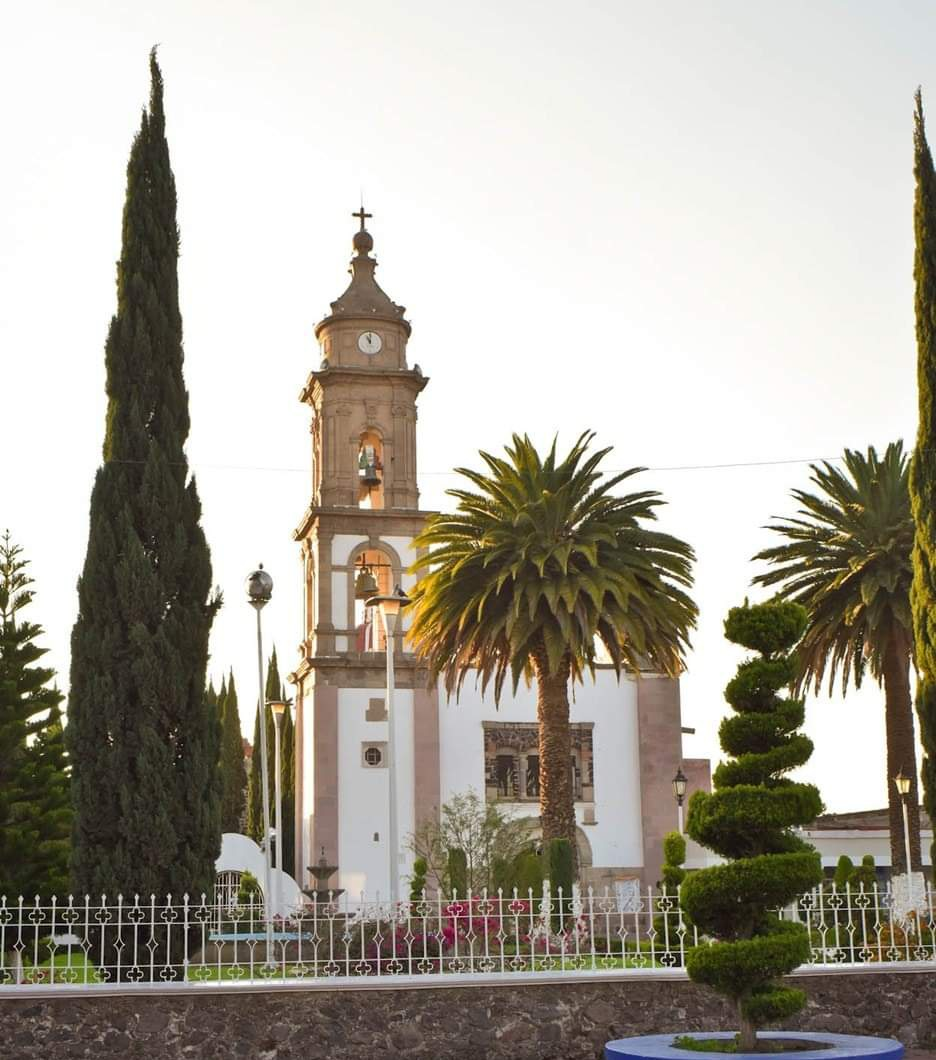
Iglesia sanmartinense. Fotografía matutina de la iglesia

MEDIOS DE TRANSPORTE EN SAN MARTÍN DE LAS PIRÁMIDES
Aeropuerto:
Aeropuerto Internacional de la Ciudad de México 38.8 km, Aeropuerto Internacional Hermanos Serdán 78.2 km,
Aeropuerto Internacional Licenciado Adolfo López Mateos 86.7 km.

#### Comercio
Otras actividades económicas a nivel local son: el comercio y las artesanías, que son un gran apoyo para algunas familias, mismas que comercializan en diferentes lugares turísticos y centros artesanales en el D. F. y a nivel nacional.
Desde el 2005 se cuenta con 3 tianguis rodantes los lunes por la mañana en donde predominan los abastos y los días martes y sábado durante la noche en donde se encuentran artículos electrónicos, zapatos, textiles, artesanías, plantas, siendo el punto de partida la comida regional.
En este rubro con actividades importantes para la economía de la población, en 1997 se registraron 510 establecimientos ubicados en el territorio, como molinos para nixtamal y chile, tortillerías, panaderías, cocinas económicas, gasolinerías, restaurantes, joyerías, boutiques, talleres de lapidaria, etc.

### Fiestas, danzas y tradiciones
Feria Internacional de La Tuna
Desde 1973 se realiza en este municipio la Feria Internacional de la Tuna, con el objetivo de promover el fruto del nopal y las distintas maneras de elaborarlo.
El primer evento previo a la feria de la tuna es la elección de la Reina de la Feria, en donde muchachas lindas del municipio compiten, por medio de su belleza y de su conocimiento de los productos agroindustriales y turísticos de la región.

### Comunidad Ixtlahuaca
Cuenta con escuelas rurales de alto nivel académico, consultorio médico y otros servicios a pesar de que cuenta con un poco más de 1000 habitantes aproximadamente, pues esta comunidad si esta algo desarrollada

### Feria Tradicional del 11 de noviembre
Desde mucho antes de que erigió el Municipio, la celebración a San Martín Obispo, no es la excepción, existen registros de más de 100 años en dónde se narra con todo y detalle lo que hacían para honrar a San Martín Obispo. Ahora en la actualidad, llegan juegos mecánicos y tiendas ambulantes que se dedican a vender de variedad. En las vísperas llega gente de comunidades y municipios vecinos, lo que les facilita ingresos a los operadores de los comercios ambulantes.

## Población económicamente activa
De acuerdo a los datos del Censo General de Población y Vivienda, en 1990 de los 4,047 habitantes ocupado el 31,2 % se dedican a la agricultura, el 31,0 % se ubican en la industria 18,3 a servicios, 12,1 % se dedican al comercio y los restantes 7,4 se ubican en otras actividades.

### Atractivos San Martín de las Pirámides
- Capilla de Santa María Palapa
- Catedral Santuario del Divino Redentor
- Club Campestre Teotihuacán (aunque no sea netamente del municipio)
- Ex-hacienda Cerro Gordo
- Grutas en el Cerro Gordo
- Iglesia Ecce Homo
- Museo de los Murales Teotihuacanos (pertenece a San Juan Teotihuacán pero no deja de ser un atractivo turístico popular)
- Museo Manuel Gamio (este Museo opera gracias a la colaboración de investigadores de San Martín y de San Juan)
- Parque nacional de Cerro Gordo
- Parroquia de San Martín Obispo de Tours
- Zona Restaurantera Sanmartinense colindante con la zona arqueológica de Teotihuacán

## Demografía

### Grupos étnicos
Son pocos los que conservan su lenguaje entre los que destacan: el náhuatl, mixteco, mazahua, zapoteco, hñahnu; se han ubicado de acuerdo a las tradiciones que se conservan en este municipio. La presencia indígena en el municipio es muy poca, dado que únicamente hay 60 personas que hablan alguna lengua indígena.
De acuerdo a los resultados que presentó el II Conteo de Población y Vivienda en el 2005, en el municipio habitan un total de 140 personas que hablan alguna lengua indígena.

### Evolución demográfica
De acuerdo con los resultados del Conteo de Población y Vivienda 1995 del INEGI, en 1995 la población del municipio era de 16,881 habitantes, observando en el periodo 1990-1995 una tasa de crecimiento media anual de 3,95 %.
En lo relativo al crecimiento natural de la población ésta es como sigue:
En 1996 se dio un índice de natalidad de 3,44, al registrarse 604 nacimientos y una tasa de mortalidad de 0,49 % al registrarse un total de 86 defunciones.
Es importante señalar que para el año 2000, de acuerdo con los resultados preliminares del Censo General de Población y Vivienda efectuado por el INEGI, existían en el municipio un total de 19.689 habitantes, de los cuales 9.815 son hombres y 9.874 son mujeres; esto representa el 49,8 % del sexo masculino y el 50,2 % del sexo femenino.
De acuerdo a los resultados que presentó el Conteo de Población y Vivienda en el 2010, el municipio cuenta con un total de 15.175.862 habitantes.

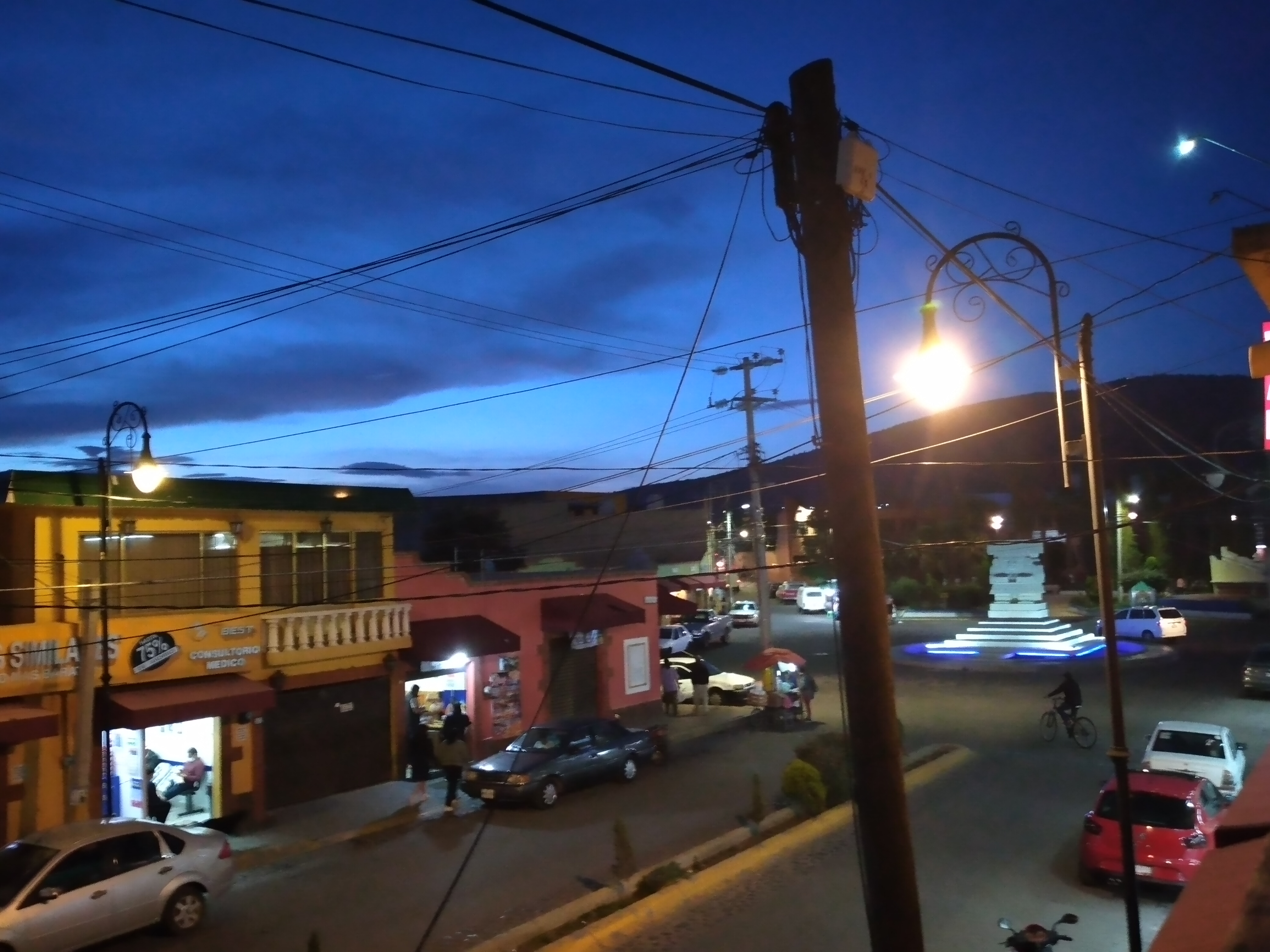
Fotografía tomada a la avenida con dirección al Cerro Gordo y también se aprecia en monumento de la glorieta de San Martín centro en los últimos días de julio de 2021

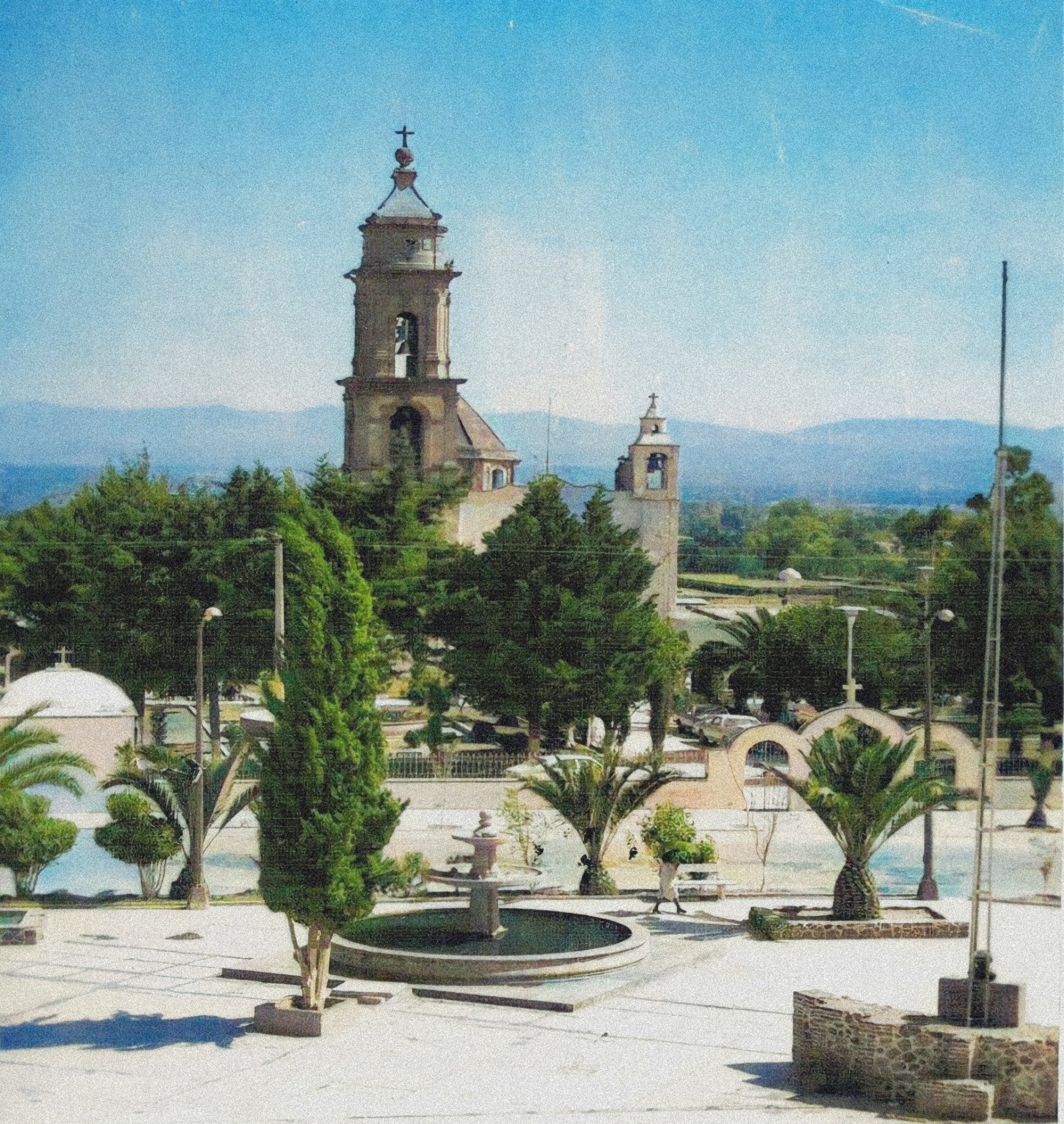
Vista panoramica antigua de la plaza principal del centro de San Martín

### Religión
Un noventa por ciento profesa la religión católica; con un total de 11, creyentes, un diez por ciento se divide entre los Testigos de Jehová, evangélicos, mormones y otras.

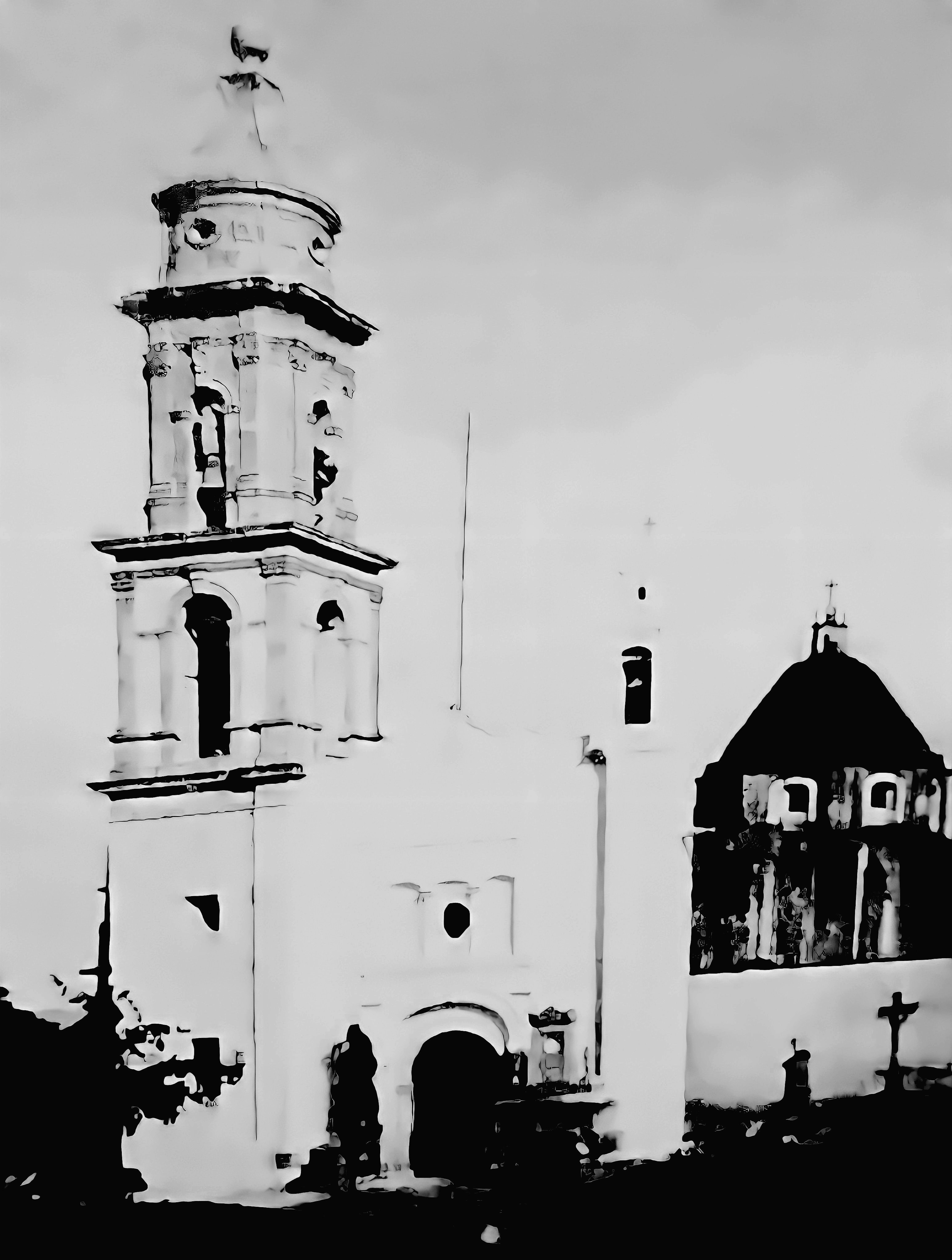
San Martín de las Pirámides | San Martín centro. Parroquia de San Martín Obispo de Tours en 1920

### Centros Educativos
La ciudad de San Martín de las Pirámides tiene 32 escuelas, de las cuales 0 son de nivel inicial, 11 de Preescolar (Kinder), 9 de Primaria, 6 Secundaria, 4 Media Superior (Preparatoria). Las demás son Superior o formaciones para el trabajo.

• Centros de nivel PREESCOLAR
ACALLI
ALEXIS CARREL
BENJAMIN BLOOM
DR PABLO LATAPI
FRANCISCO GABILONDO SOLER
FRANCISCO GONZALEZ 
BOCANEGRA
MARIANO DE ABASOLO
PAULO FREIRE
ROBERTO GUILLERMO BUNSEN
SAN JOSE CERRO GORDO
XICOTENCATL

• Centros de nivel PRIMARIA
ADOLFO LOPEZ MATEOS
ALBERTO TERAN
GREGORIO TORRES QUINTERO
MANUEL JOSE OTHON

MARGARITA MAZA DE JUAREZ
MIGUEL HIDALGO
MOCTEZUMA
RICARDO FLORES MAGON

• Centros de nivel SECUNDARIA
JUAN RULFO
OFIC NO 0129 JUSTO SIERRA
OFIC NO 0129 JUSTO SIERRA
OFTV NO 0219 AQUILES SERDAN
OFTV NO 0763 DRA JULIETA
NORMA FIERRO GOSSMAN
TOMAS ALVA EDISON

## Patrimonio Cultural y Natural

### Patrimonio cultural

#### Museos
- Museo de la Cultura Teotihuacana
- Museo de la Obsidiana

#### Casa de Cultura
- Casa de Cultura Neteotiloyan

#### Monumentos
- Zona Arqueológica de Teotihuacán

#### Iglesias
- Parroquia de San Martín Obispo de Tours, San Martín de las Pirámides

Después de la Conquista, comenzó el proceso de evangelización en los poblados que rodeaban a lo que, en la actualidad, es la Zona Arqueológica de Teotihuacán, San Martín de las Pirámides. Por su cercanía, tuvo su primera iglesia provisional cerca de 1594, que fue demolida para dar paso a la construcción actual que se hizo en varias etapas.
En 1859 se comenzaron a construir las torres que tardaron, aproximadamente, 60 años en ser terminadas. Esto dio paso a que, durante este periodo, el poblado fuera conocido como San Martín de las Torres Mochas. En 1920, fue concluida la parroquia y bendecida por el arzobispo de México, el doctor José Mora y del Río. 
El templo cuenta con varios elementos constructivos que muestran la participación de los indígenas, quienes aprovecharon diversos puntos para plasmar los símbolos de su cultura.
- Templo de Ecce Homo, San Martín de las Pirámides

Es una construcción de finales de la década de 1970, que en su interior resguarda la imagen que da origen a su nombre: una pintura de Jesucristo en su advocación de Ecce Homo.
De acuerdo con la leyenda, la imagen fue encontrada enrollada por unos trabajadores en la Hacienda de cerro Gordo; al desenrollarla, parecía que la imagen tenía vida. Este hecho sorprendió a los pobladores y entonces comenzaron a venerarla.
En un año de sequía, después de sacar la imagen en procesión por los campos de cultivo pidiendo su milagrosa ayuda, se confirmó la fe de sus creyentes; pues luego de hacer la petición, cayeron fuertes lluvias que salvaron la cosecha de los pobladores. Por ello, decidieron dedicarle un templo como agradecimiento por los milagros realizados.

### Fiestas, danzas y tradiciones
Fiestas patronales
- Festejo el 8 de mayo al señor de “ECCE-HOMO”
- El 8 de septiembre Sagrado Depósito
- El 11 de noviembre “Fiestas Patronales San Martín Obispo de Tours.

Feria Internacional de La Tuna
Desde el año 1973, anualmente se festeja en este municipio la Feria Internacional de la Tuna, con el objetivo de promover el fruto del nopal y las distintas maneras de elaborarlo. Año con año se ha ido mejorando la forma de celebrar la Feria. Cada feria ha sido muy memorable.
En la espera de la XLI edición de la feria (en 2014), en donde se cuenta con espectáculos de música, danza y teatro gratuitos, además de que muestra productos elaborados con nopal, tuna y xoconostle, entre ellos agua, mermeladas, licores, dulces, atoles y ates, así como cremas para el cuerpo y rostro además de juegos mecánico y más atractivos de entretenimiento
También participan artesanos del municipio expertos en el tallado de madera y obsidiana negra, plateada y roja, materiales con los que crean figuras teotihuacanas, aztecas o mayas.
El primer evento previo a la feria de la tuna es la elección de la Reina de la Feria, en donde damas lindas del municipio compiten, por medio de su belleza y de su conocimiento de los productos agroindustriales y turísticos de la región. Aunque también ha habido casos de familiares de presidentes de este municipio o de políticos colaboradores.
By Baster

### Artesanías

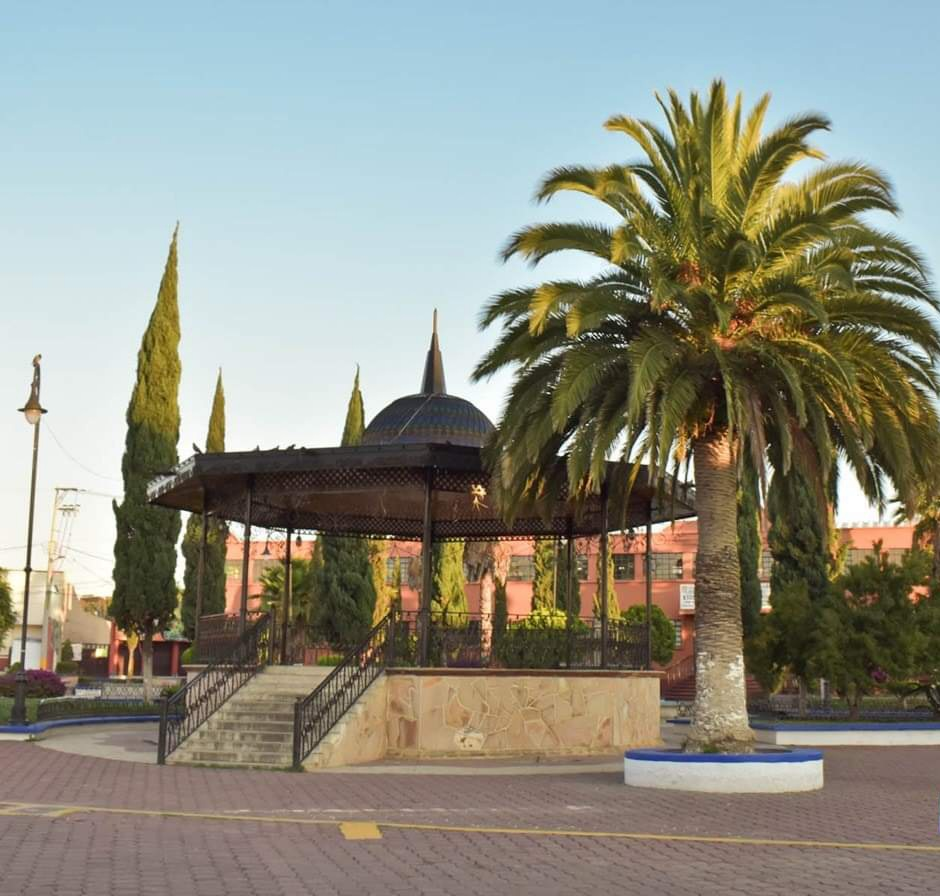
El kiosco sanmartinense ubicado en la cabecera municipal de San Martín de las Pirámides

En este municipio el arte popular es prolifera y destaca el trabajo realizado en lapidaria y cantera con sus máscaras prehispánicas; las flautas zoomorfas de alfarería y cerámica. Otra artesanía muy adquirida por propios y visitantes son los dijes, pulseras y aretes de Orfebrería, al igual que las arpas hechas de madera. Finalmente, distintas familias ofrecen dulces tradicionales y conservas, sobre todo de xoconostle.

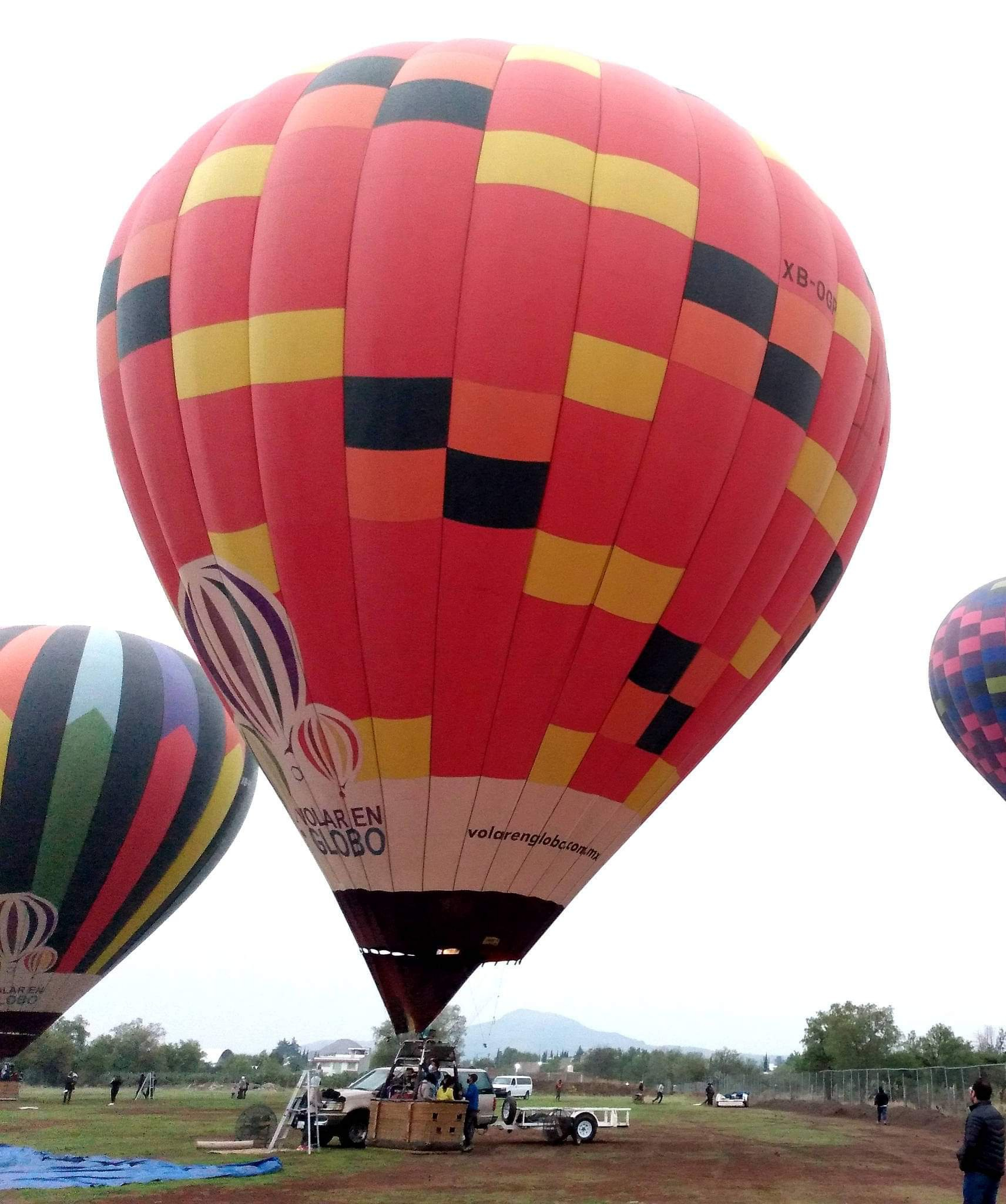
Vista matutina de un globo aerostático en el globopuerto sanmartinense

### Comunidad Ixtlahuaca
Esta comunidad cuenta alrededor más de 2000 habitantes aproximadamente. Es de clima templado y húmedo con escasa vegetación pero en cuestión de fauna cuenta con animales domésticos como perros, gatos, burros, caballos, gallinas, guajolotes, vacas, borregos que le da comercio a los residentes propios del lugar. La actividad económica del lugar es propiamente del campo se dedica la gente a la producción de nopal, tuna, xoconostle, siembra de maíz, cebada, trigo, alfalfa, frijol, habas, calabaza y hortalizas.
Cuenta con escuelas rurales de alto nivel académico, consultorio médico y otros servicios.

## Cronología de los presidentes municipales
PRESIDENTE: Casimiro Lucio Martínez de la Rosa
PERIODO DE GOBIERNO: 1918

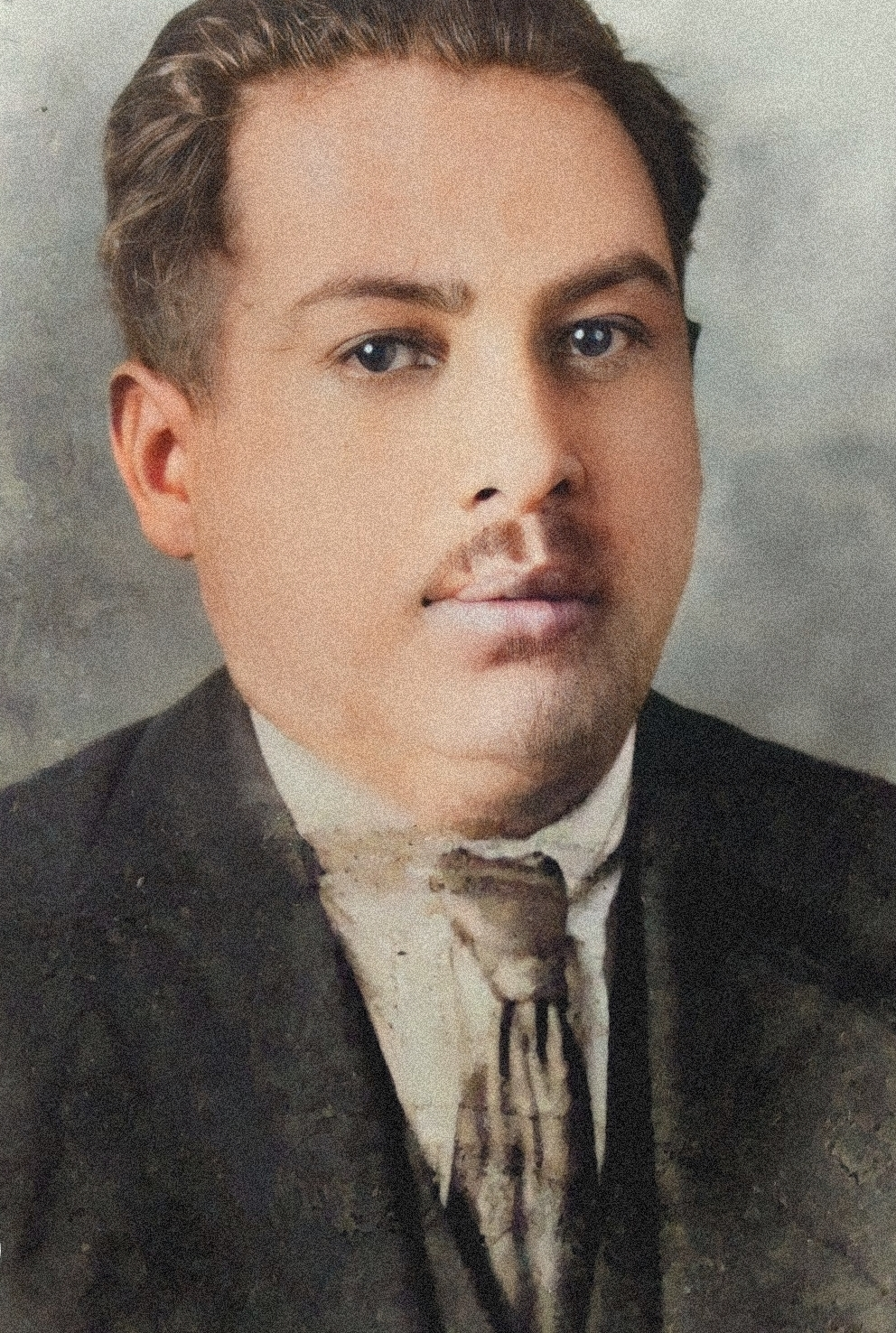
Presidente Francisco Guzmán presidente de San Martín de las Pdes.

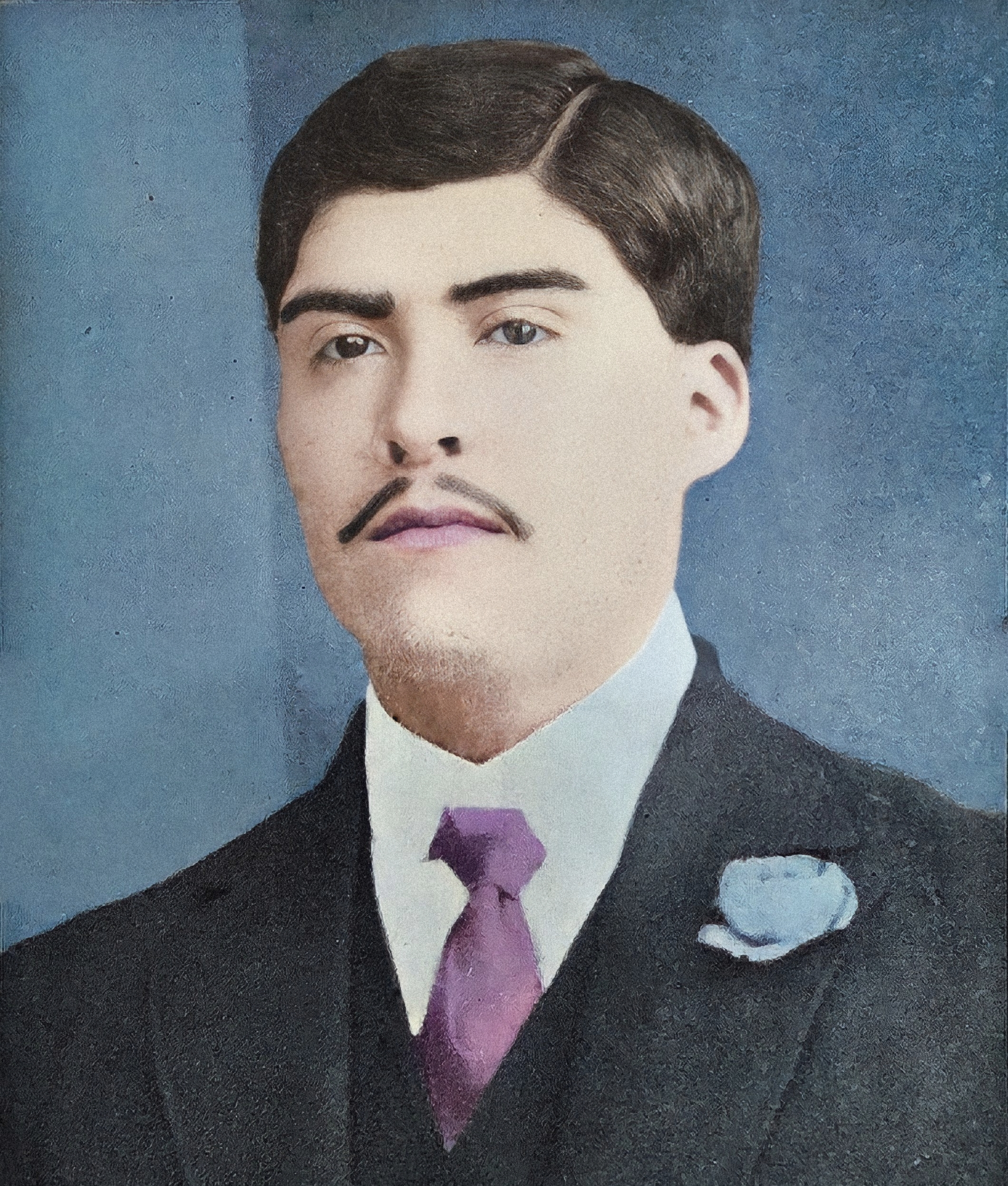
Presidente municipal de San Martín de las Pirámides en 1931

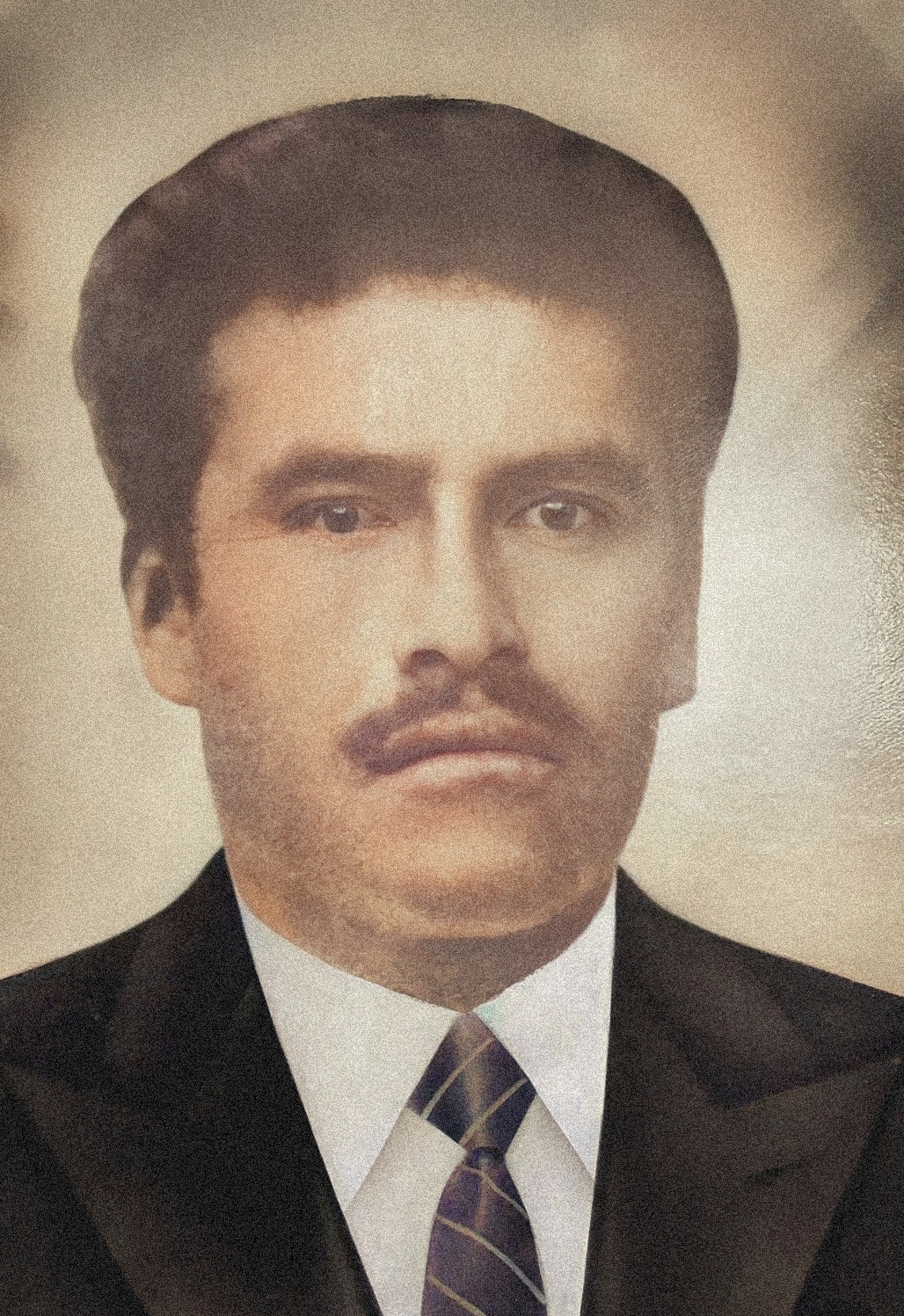
Fotografía coloreada de Sebastián Guzmán; presidente de San Martín de las Pirámides en 1936 y 37

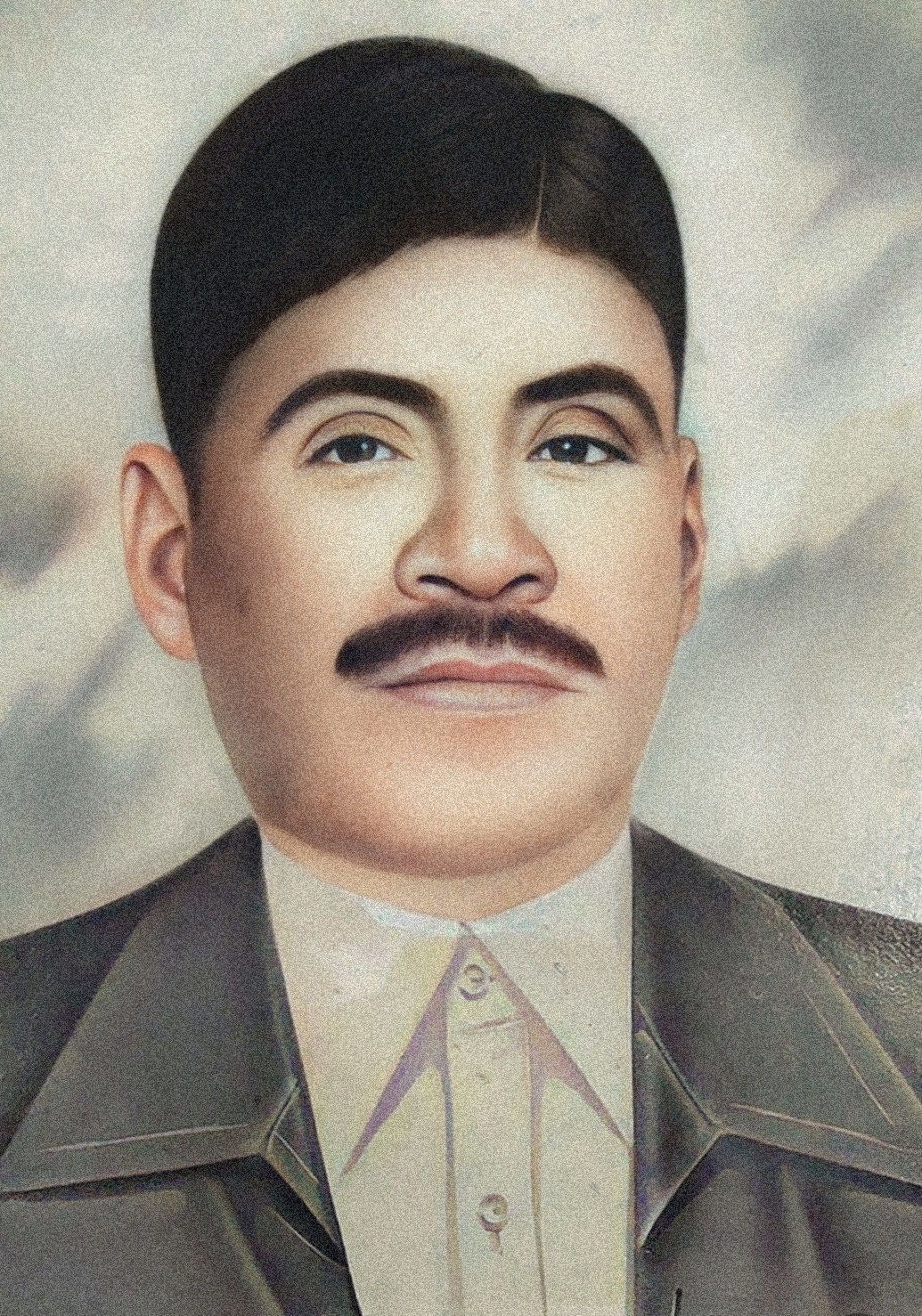
Retrato colorizado del presidente Mateo Mendoza

PARTIDO POLÍTICO: Sin partido oficial
CATEGORÍA ADMINISTRATIVA:
Constitucional
PRESIDENTE MUNICIPAL N.º: 1

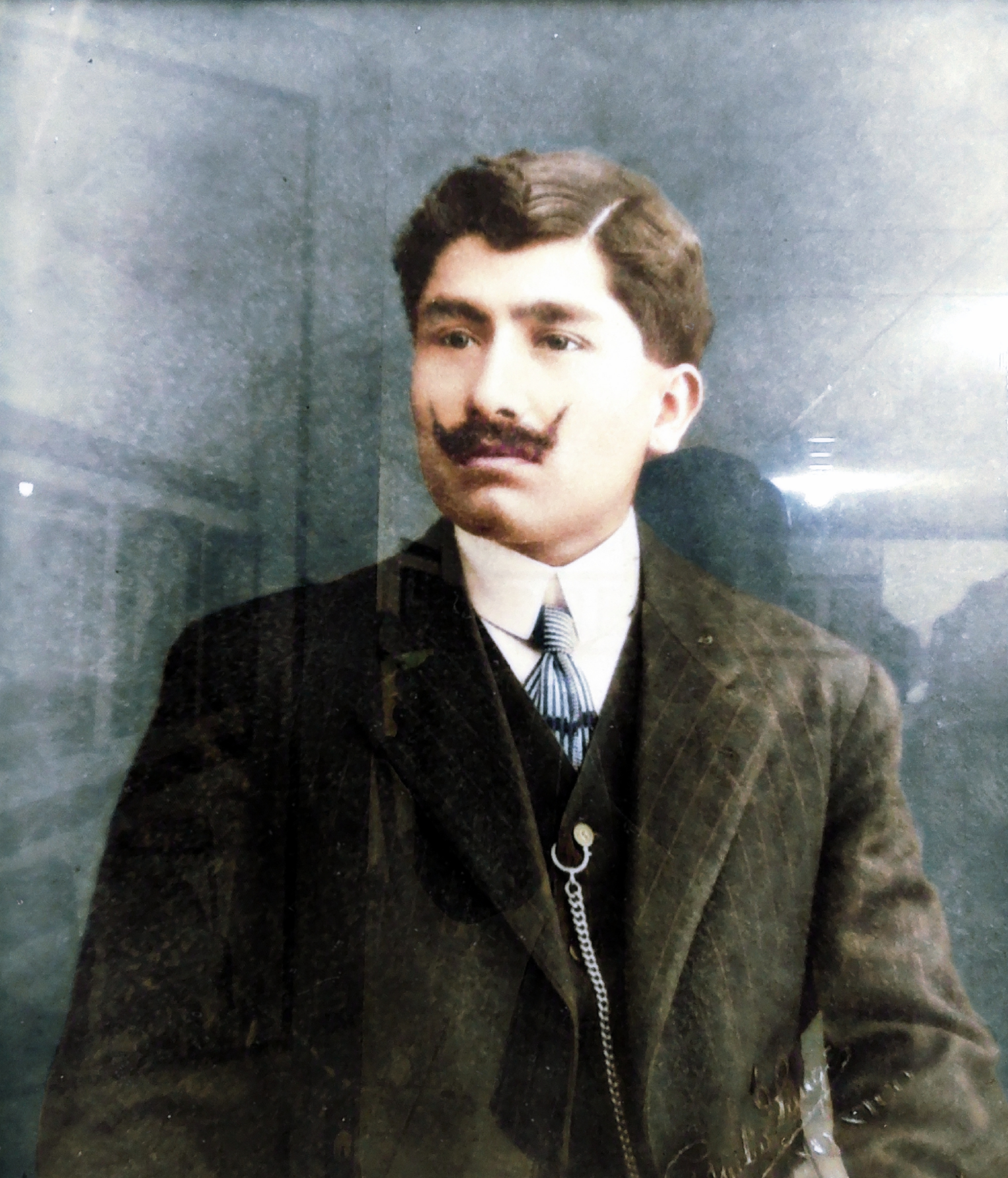
Presidente de 1918; Casimiro L Martínez presidente de San Martín

PRESIDENTE: José Refugio Martínez Campos
PERIODO DE GOBIERNO: 1919
PARTIDO POLÍTICO: Sin partido oficial
CATEGORÍA ADMINISTRATIVA: Constitucional
PRESIDENTE MUNICIPAL NO: 2
PRESIDENTE: Antonio Terán
PERIODO DE GOBIERNO: 1920
PARTIDO POLÍTICO: Sin partido oficial
CATEGORÍA ADMINISTRATIVA: Constitucional
PRESIDENTE MUNICIPAL NO: 3
PRESIDENTE: Miguel Márquez Alva
PERIODO DE GOBIERNO: 1920
PARTIDO POLÍTICO: Sin partido oficial
CATEGORÍA ADMINISTRATIVA: Interino
PRESIDENTE MUNICIPAL NO: 4
PRESIDENTE: Epifanio Sánchez
PERIODO DE GOBIERNO: 1921
PARTIDO POLÍTICO: Sin partido oficial
CATEGORÍA ADMINISTRATIVA: Constitucional
PRESIDENTE MUNICIPAL NO: 5
PRESIDENTE: Cosme D. Mendoza
PERIODO DE GOBIERNO: 1922
PARTIDOPOLÍTICO: Sin partido oficial
CATEGORÍA ADMINISTRATIVA: Constitucional
PRESIDENTE MUNICIPAL NO: 6

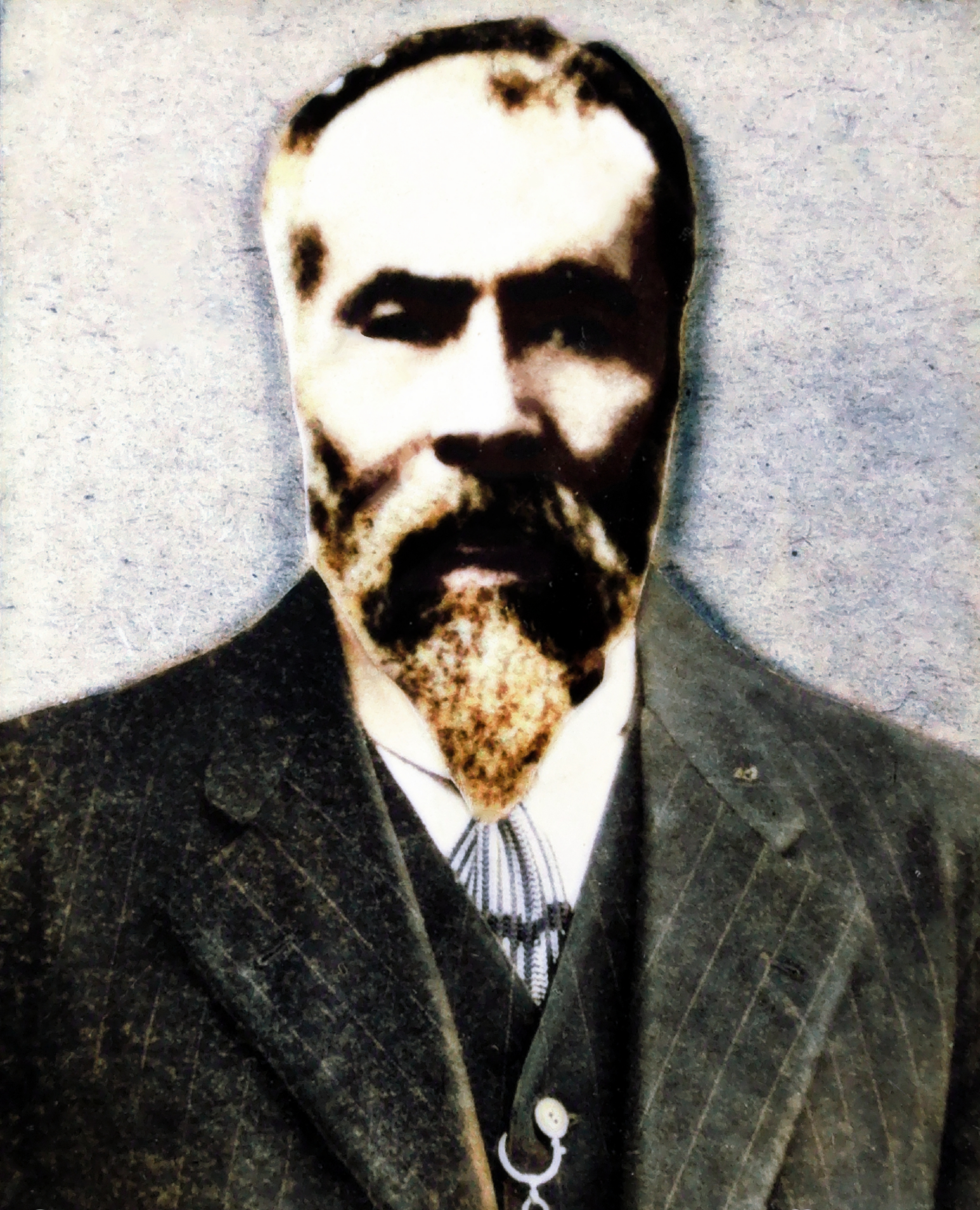
Fotografía coloriaza del presidente Municipal de San Martín de las Pirámides en 1922 Cosme D Mendoza

PRESIDENTE: J. Guadalupe de la Rosa Mendoza
PERIODO DE GOBIERNO: 1923
PARTIDO POLÍTICO: Sin partido oficial
CATEGORÍA ADMINISTRATIVA: Constitucional
PRESIDENTE MUNICIPAL NO: 7
PRESIDENTE: Epifanio Sánchez
PERIODO DE GOBIERNO: 1924
PARTIDO POLÍTICO: Sin partido oficial
CATEGORÍA ADMINISTRATIVA: Constitucional
PRESIDENTE MUNICIPAL NO: 8
PRESIDENTE: Asención Álvarez Benítez
PERIODO DE GOBIERNO: 1925
PARTIDO POLÍTICO: Sin partido oficial
CATEGORÍA ADMINISTRATIVA: Constitucional
PRESIDENTE MUNICIPAL NO: 9
PRESIDENTE: J. Guadalupe Aguilar de la Rosa
PERIODO DE GOBIERNO: 1926 
PARTIDO POLÍTICO: Sin partido oficial
CATEGORÍA ADMINISTRATIVA: Constitucional
PRESIDENTE MUNICIPAL NO: 10
PRESIDENTE: Asunción Sánchez Oliva
PERIODO DE GOBIERNO: 1927
PARTIDO POLÍTICO: Sin partido oficial
CATEGORÍA ADMINISTRATIVA: Constitucional
PRESIDENTE MUNICIPAL NO: 11
PRESIDENTE: Francisco Guzmán Orozco
PERIODO DE GOBIERNO: 1928
PARTIDO POLÍTICO: Sin partido oficial
CATEGORÍA ADMINISTRATIVA: Constitucional
PRESIDENTE MUNICIPAL NO: 12
PRESIDENTE: Jesús Hernández Galicia
PERIODO DE GOBIERNO: 1929
PARTIDO POLÍTICO: Sin partido oficial
CATEGORÍA ADMINISTRATIVA: Por Ministerio de ley
PRESIDENTE MUNICIPAL NO: 13
PRESIDENTE: Juan A. Guzmán Álvarez
PERIODO DE GOBIERNO: 1930
PARTIDO POLÍTICO: (S/P)
CATEGORÍA ADMINISTRATIVA: Constitucional
PRESIDENTE MUNICIPAL NO: 14
PRESIDENTE: Genaro Martínez Méndez
PERIODO DE GOBIERNO: 1931
PARTIDO POLÍTICO: (S/P)
CATEGORÍA ADMINISTRATIVA: Por Ministerio de ley
PRESIDENTE MUNICIPAL NO: 15

PRESIDENTE: Pedro Ortiz Arellano
PERIODO DE GOBIERNO: 1932
PARTIDO POLÍTICO: Sin partido oficial
CATEGORÍA ADMINISTRATIVA: Constitucional
PRESIDENTE MUNICIPAL NO: 16
PRESIDENTE: Ángel Cuevas Cerón
PERIODO DE GOBIERNO: 1933
PARTIDO POLÍTICO: Sin partido oficial
CATEGORÍA ADMINISTRATIVA: Por Ministerio de ley
PRESIDENTE MUNICIPAL NO: 17
PRESIDENTE: Abraham de la Rosa Martínez
PERIODO DE GOBIERNO: 1934
PARTIDO POLÍTICO: Sin partido oficial
CATEGORÍA ADMINISTRATIVA: Constitucional
PRESIDENTE MUNICIPAL NO: 18
PRESIDENTE: Lorenzo B. Márquez Alva
PERIODO DE GOBIERNO: 1935
PARTIDO POLÍTICO: Sin partido oficial
CATEGORÍA ADMINISTRATIVA: Ministerio de ley
PRESIDENTE MUNICIPAL NO: 19
PRESIDENTE: Sebastián Guzmán y Márquez
PERIODO DE GOBIERNO: 1936 - 1937
PARTIDO POLÍTICO: Sin partido oficial
CATEGORÍA ADMINISTRATIVA: Constitucional
PRESIDENTE MUNICIPAL NO: 20
PRESIDENTE: Mateo Mendoza Palacios
PERIODO DE GOBIERNO: 1938 - 1939
PARTIDO POLÍTICO: Sin partido oficial
CATEGORÍA ADMINISTRATIVA: Constitucional
PRESIDENTE MUNICIPAL NO: 21

PRESIDENTE: Juan Ramos Martínez
PERIODO DE GOBIERNO: 1940 - 1941
PARTIDO POLÍTICO: Sin partido oficial
CATEGORÍA ADMINISTRATIVA: Constitucional
PRESIDENTE MUNICIPAL NO: 22
PRESIDENTE: Agustín Meneses Ramírez
PERIODO DE GOBIERNO 1942 - 1943
PARTIDO POLÍTICO: PRM ---> PRI
CATEGORÍA ADMINISTRATIVA: Constitucional
PRESIDENTE MUNICIPAL NO: 23

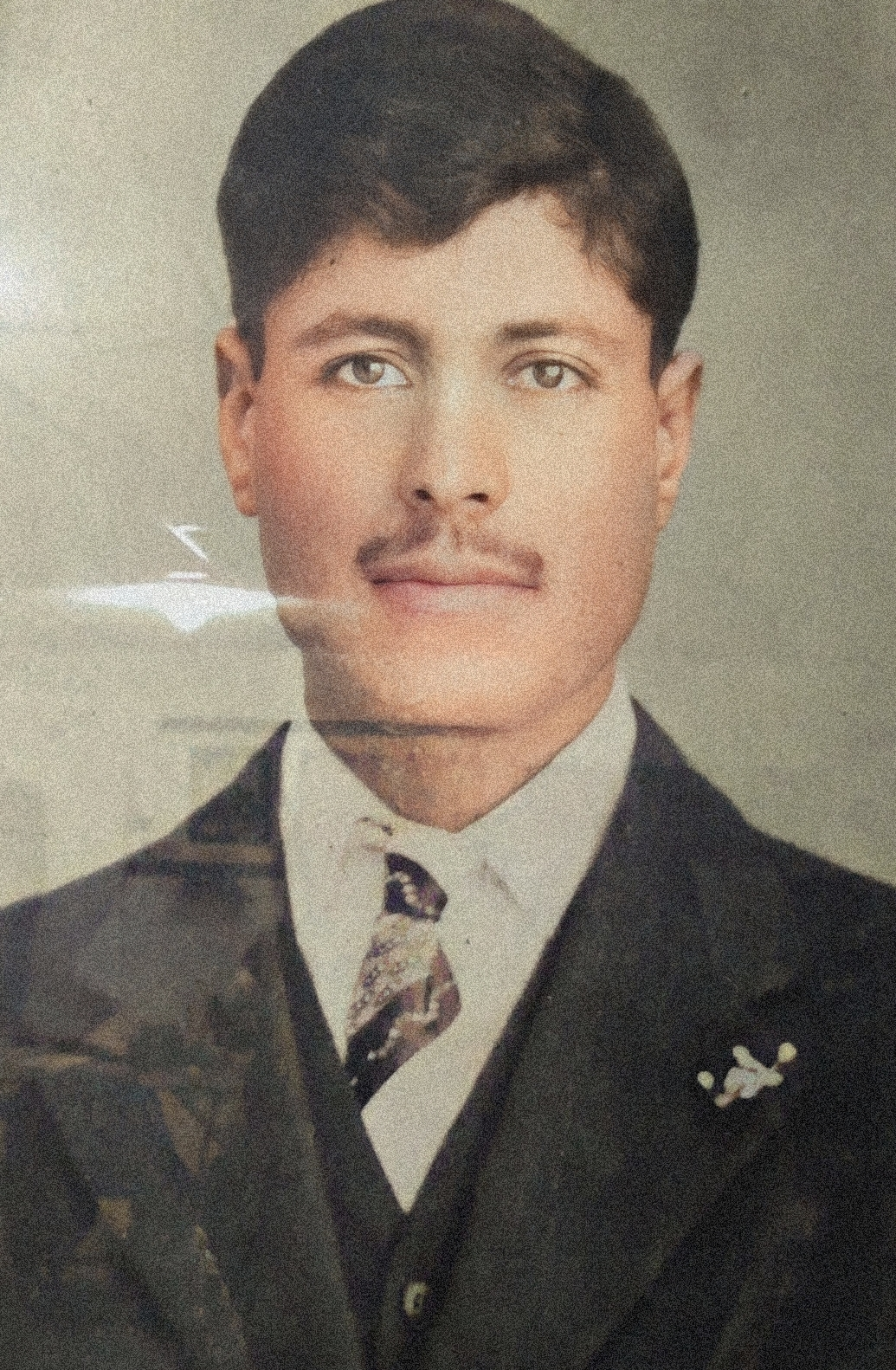
Fotografía oficial colorizada del presidente Agustín Meneses Ramírez en el periodo 1942 a 1943

PRESIDENTE: Bernardino Márquez Martínez
PERIODO DE GOBIERNO: 1944 - 1945
PARTIDO POLÍTICO: PRM ---> PRI
CATEGORÍA ADMINISTRATIVA: Constitucional
PRESIDENTE MUNICIPAL NO: 24
PRESIDENTE: Sotero Gómez Flores
PERIODO DE GOBIERNO: 1946 -1947 
PARTIDO POLÍTICO: PRI 
CATEGORÍA ADMINISTRATIVA: Constitucional 
PRESIDENTE MUNICIPAL NO: 25    

PRESIDENTE: Cipriano Martínez Martínez
PERIODO DE GOBIERNO: 1948
PARTIDO POLÍTICO: PRI
CATEGORÍA ADMINISTRATIVA: Por Ministerio de ley
PRESIDENTE MUNICIPAL NO: 26

PRESIDENTE: J. Isabel Martínez Martínez
PERIODO DE GOBIERNO: 1949 - 1951
PARTIDO POLÍTICO: PRI
CATEGORÍA ADMINISTRATIVA: Constitucional
PRESIDENTE MUNICIPAL NO: 27
PRESIDENTE: Luis Martínez Terán
PERIODO DE GOBIERNO: 1952 - 1954
PARTIDO POLÍTICO: PRI
CATEGORÍA ADMINISTRATIVA: Constitucional
PRESIDENTE MUNICIPAL NO: 28
PRESIDENTE: Tomas Corona Alva
PERIODO DE GOBIERNO: 1955 - 1957
PARTIDO POLÍTICO: (PRI)
CATEGORÍA ADMINISTRATIVA: Constitucional
PRESIDENTE MUNICIPAL NO: 29
PRESIDENTE: Tirso Gómez Guzmán
PERIODO DE GOBIERNO: 1958 - 1960
PARTIDO POLÍTICO: PRI
CATEGORÍA ADMINISTRATIVA: Constitucional
PRESIDENTE MUNICIPAL NO: 30

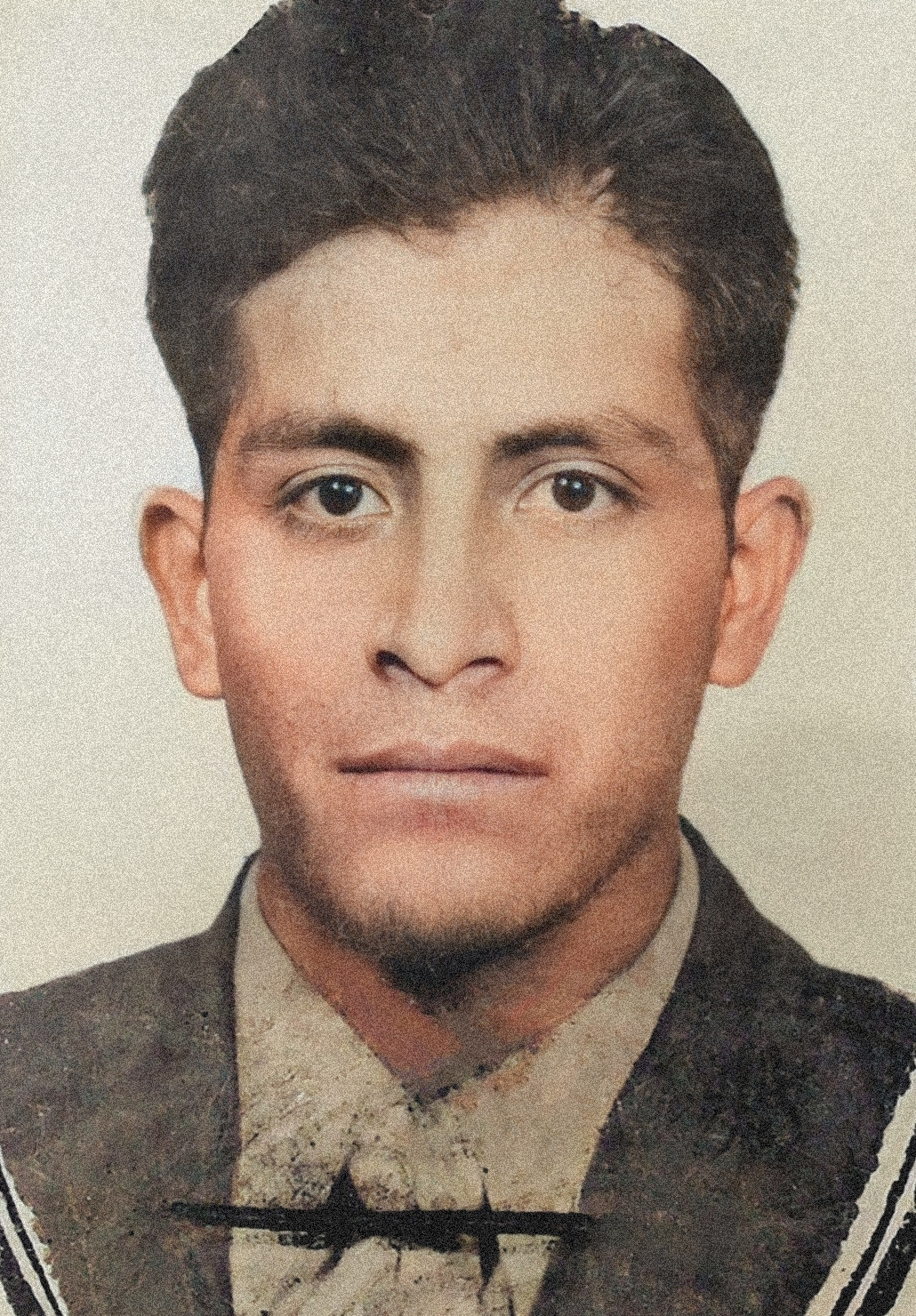
El Sr. Tirso fue presidente Municipal de 1958 a 1960 de San Martín de las Pirámides

PRESIDENTE: Victoriano Benítez Mendoza
PERIODO DE GOBIERNO: 1961 - 1963
PARTIDO POLÍTICO: PRI
CATEGORÍA ADMINISTRATIVA: Constitucional
PRESIDENTE MUNICIPAL NO: 31

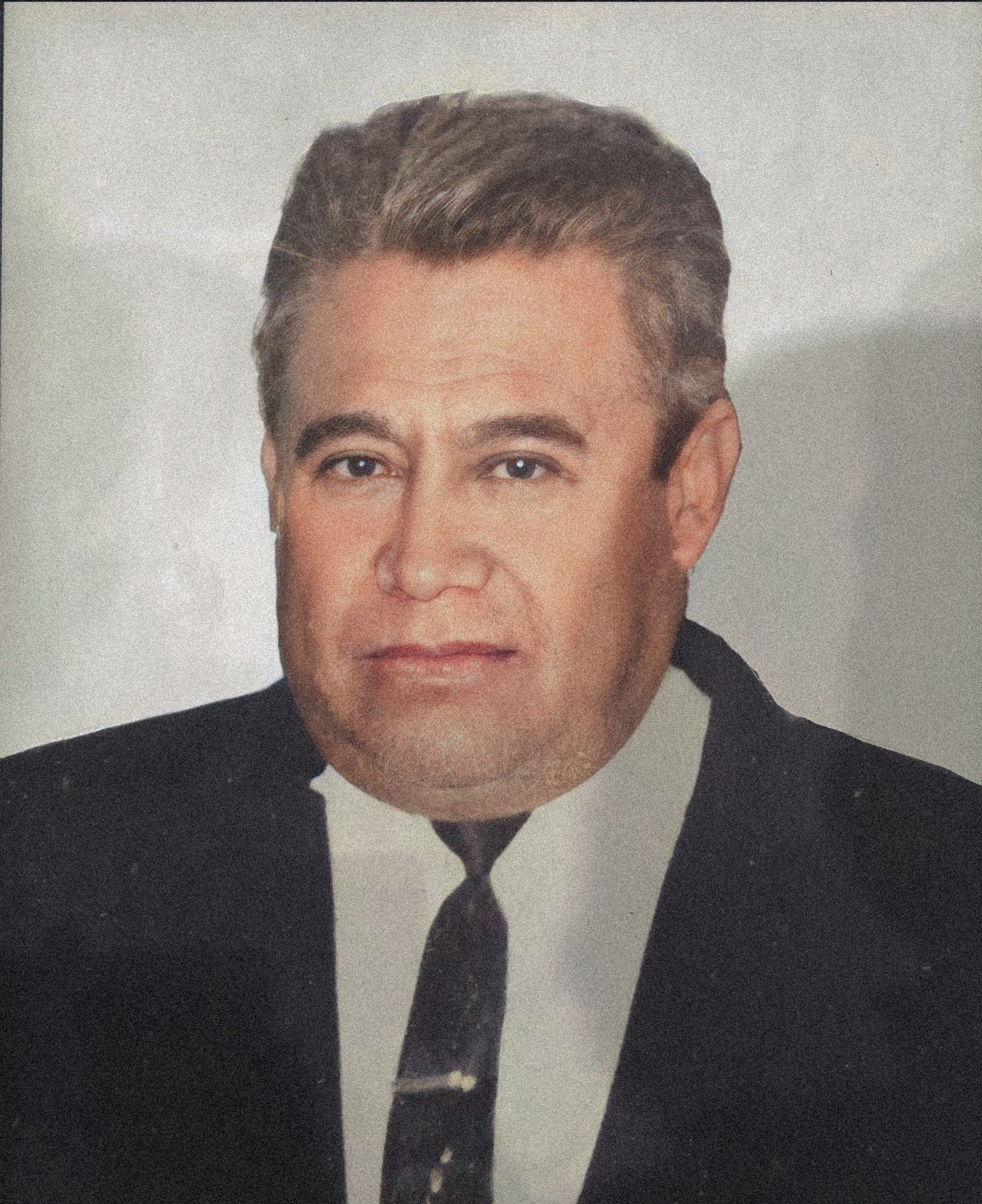
Victoriano Benítez Mendoza presidente Municipal de SMP en 1961 a 63

PRESIDENTE: Salvador Hernández Watson
PERIODO DE GOBIERNO: 1964 - 1966 
PARTIDO POLÍTICO: (PRI) 
CATEGORÍA ADMINISTRATIVA: Constitucional 

PRESIDENTE MUNICIPAL NO: 32    
PRESIDENTE: Gonzalo Ortiz González
PERIODO DE GOBIERNO: 1967 - 1969
PARTIDO POLÍTICO: (PRI)
CATEGORÍA ADMINISTRATIVA: Constitucional
PRESIDENTE MUNICIPAL NO: 33
PRESIDENTE: Hermenegildo Aguilar Benítez
PERIODO DE GOBIERNO: 1970 - 1971
PARTIDO POLÍTICO: (PRI)
CATEGORÍA ADMINISTRATIVA: Constitucional
PRESIDENTE MUNICIPAL NO: 34
PRESIDENTE: Anastasio Reyes Hetgar
PERIODO DE GOBIERNO: 1971 - 1972
PARTIDO POLÍTICO: (PRI)
CATEGORÍA ADMINISTRATIVA: Sustituto
PRESIDENTE MUNICIPAL NO: 35
PRESIDENTE: Antonio Meneses Ávila
PERIODO DE GOBIERNO: 1973 - 1975
PARTIDO POLÍTICO: (PRI)
CATEGORÍA ADMINISTRATIVA: Constitucional
PRESIDENTE MUNICIPAL NO: 36
PRESIDENTE: Alfredo Hernández Flores
PERIODO DE GOBIERNO: 1976 - 1978
PARTIDO POLÍTICO: PRI
CATEGORÍA ADMINISTRATIVA: Constitucional
PRESIDENTE MUNICIPAL NO: 37
PRESIDENTE: Francisco Corona Montoya
PERIODO DE GOBIERNO: 1979 - 1981
PARTIDO POLÍTICO: PRI
CATEGORÍA ADMINISTRATIVA: Constitucional
PRESIDENTE MUNICIPAL NO: 38
PRESIDENTE: Gonzalo Mendoza Gómez
PERIODO DE GOBIERNO: 1982 - 1984
PARTIDO POLÍTICO: PRI
PRESIDENTE MUNICIPAL: Constitucional
PRESIDENTE MUNICIPAL NO: 39
PRESIDENTE: Gerardo Martínez Márquez
PERIODO DE GOBIERNO: 1985 - 1987
PARTIDO POLÍTICO: PRI
CATEGORÍA ADMINISTRATIVA: Constitucional
PRESIDENTE MUNICIPAL NO: 40
PRESIDENTE: Leopoldo Sánchez de la O
PERIODO DE GOBIERNO: 1988 - 1990
PARTIDO POLÍTICO: PRI
CATEGORÍA ADMINISTRATIVA: Constitucional
PRESIDENTE MUNICIPAL NO: 41
PRESIDENTE: Ángel Miguel Meneses Ávila
PERIODO DE GOBIERNO: 1991 - 1993
PARTIDO POLÍTICO: PAN
CATEGORÍA ADMINISTRATIVA: Constitucional
PRESIDENTE MUNICIPAL NO: 42
PRESIDENTE: Ponciano Álvarez Sánchez
PERIODO DE GOBIERNO: 1994 - 1996
PARTIDO POLÍTICO: PAN
CATEGORÍA ADMINISTRATIVA: Constitucional
PRESIDENTE MUNICIPAL NO: 43
PRESIDENTE: Juan Mendoza Martínez
PERIODO DE GOBIERNO: 1997 - 2000
PARTIDO POLÍTICO: PAN
CATEGORÍA ADMINISTRATIVA: Constitucional
PRESIDENTE MUNICIPAL NO: 44
PRESIDENTE: Julio César Martínez Aguirre
PERIODO DE GOBIERNO: 2000 - 2003
PARTIDO POLÍTICO: PAN
PERIODO DE GOBIERNO: Constitucional
PRESIDENTE MUNICIPAL NO: 45
PRESIDENTE: Francisco Corona Monterrubio
PERIODO DE GOBIERNO: 2003 - 2006
PARTIDO POLÍTICO: APT
CATEGORÍA ADMINISTRATIVA: Constitucional
PRESIDENTE MUNICIPAL NO: 46
PRESIDENTE: Sergio Álvarez Márquez
PERIODO DE GOBIERNO: 2006 - 2009
PARTIDO POLÍTICO: PRD
CATEGORÍA ADMINISTRATIVA: Constitucional
PRESIDENTE MUNICIPAL NO: 47
PRESIDENTE: Édgar Martínez Barragán
PERIODO DE GOBIERNO: 2009 - 2012
PARTIDO POLÍTICO: ATP
CATEGORÍA ADMINISTRATIVA: Constitucional
PRESIDENTE MUNICIPAL NO: 48
PRESIDENTE: Aristeo Díaz Martínez
PERIODO DE GOBIERNO: 2012 - 2015
PARTIDO POLÍTICO: PRI
CATEGORÍA ADMINISTRATIVA: Constitucional
PRESIDENTE MUNICIPAL NO: 49
PRESIDENTE: Francisco Robles Badillo
PERIODO DE GOBIERNO: 2015 - 2018
PARTIDO  POLÍTICO: PRI
CATEGORÍA ADMINISTRATIVA: Constitucional
PRESIDENTE MUNICIPAL NO: 50
PRESIDENTE: Eric Ruiz Medina
PERIODO DE GOBIERNO: 2019 - 2021
PARTIDO POLÍTICO: PAN
CATEGORÍA ADMINISTRATIVA: Constitucional
PRESIDENTE MUNICIPAL NO: 51
PRESIDENTE: Edgar Martínez Barragán
PERRIODO DE GOBIERNO: 2022 - 2024
PARTIDO POLÍTICO: PRI 
CATEGORÍA ADMINISTRATIVA: Constitucional
PRESIDENTE MUNICIPAL NO: 52
Caracterización de Ayuntamiento:	
- Presidente Municipal
- Síndico
- Seis regidores de mayoría relativa
- Cuatro regidores de representación proporcional